# Crociata lituana
La crociata lituana fu un conflitto combattuto principalmente tra il Granducato di Lituania da una parte e l'Ordine teutonico e l'Ordine livoniano dall'altra, due associazioni religiose cavalleresche, che secondo varie ricostruzioni durò dal 1283 al 1410. Le cause che la scatenarono furono diverse, non ultime quelle di tipo commerciale e politico, ma il pretesto ufficiale fu quello di completare l'opera di cristianizzazione delle regioni baltiche, in particolare della Lituania.
Il Granducato rappresentava uno degli ultimi Stati che nell'Europa del XIII secolo non aveva ancora abbracciato il cristianesimo, essendo rimasto ancorato ai riti pagani tradizionali. Secondo le cronache, fu dal 1283 che cominciarono le campagne in direzione della Lituania eseguite dagli ordini religiosi, i quali erano convinti che il conflitto non si sarebbe trascinato avanti a lungo. Al contrario, i combattimenti si rivelarono difficili durante il periodo in cui rimase al potere il granduca Vytenis (1295-1316), infruttuosi in concomitanza con il regno di Gediminas (1316-1341) e dai risultati alterni quando a controllare la Lituania fu il duumvirato composto dai fratelli Algirdas e Kęstutis (1345-1382). Consapevoli della minor capacità di reclutamento rispetto ai crociati, che richiamavano combattenti da varie parti d'Europa, oltre che della maggiore arretratezza in campo bellico, i baltici tergiversarono più volte compiendo dubbie promesse di conversione, che arrestarono talvolta il conflitto su volontà della Santa Sede e limitarono la media praticamente annuale di campagne compiute dalle due fazioni contendenti nei rispettivi territori amministrati.
Una svolta importante avvenne nel 1386, quando il granduca Jogaila accettò di convertirsi al cristianesimo in cambio della corona polacca, divenendo da allora conosciuto come Ladislao II Jagellone. L'inevitabile inserimento di questa nuova potenza nel conflitto compromise la forza dei teutonici, i quali con il tempo stavano già patendo la penuria di reclute per via del minore afflato degli europei alla chiamata alle crociate. Inoltre, la questione religiosa sembrò aver perso il suo ruolo, se si considera che per diverse volte, tra la fine del Trecento e l'inizio del Quattrocento, i crociati e i lituani combatterono assieme contro nemici comuni o fazioni ribelli da stroncare.
Un'ultima novità arrivò nel 1410, in occasione della celebre battaglia di Grunwald: in quel frangente, la Polonia e la Lituania guidata dal cugino di Ladislao II, Vitoldo, surclassarono definitivamente i teutonici, compromettendo la supremazia di costoro nell'area baltica. Tuttavia, essendo riusciti a ottenere condizioni migliori del previsto al momento della resa, i rappresentanti dello Stato monastico riuscirono a evitare una disfatta totale, anche se era chiaro, dopo le successive e fugaci lotte che avvennero tra la guerra della fame (1414) e la firma del trattato di Melno (1422), che non avrebbero potuto competere con la nascente alleanza polacco-lituana.
A livello religioso, la conseguenza principale del conflitto riguardò la cristianizzazione della Lituania, conclusasi, almeno formalmente, con l'istituzione della diocesi della Samogizia nel 1417. Già durante la crociata i granduchi compresero bene che l'isolamento religioso non poteva durare per sempre, ma non adottarono nella prassi provvedimenti restrittivi verso chi non aderiva al credo pagano, con il risultato che sul territorio da loro amministrato convissero comunità ebraiche, musulmane e cristiane, perlopiù ortodosse. Consapevole del rischio di lasciare la Lituania lontana dal cattolicesimo, la Chiesa tentò dunque di sollecitare l'opera di conversione nel Granducato, che si rivelò particolarmente celere ovunque dopo il 1410, tranne che in Samogizia, la regione che era stata più esposta alla guerra e che aveva verosimilmente patito più vittime.
Nel corso dei secoli furono introdotte con frequenza armi, tattiche ed equipaggiamenti innovativi. I crociati beneficiarono del maggior afflusso di risorse economiche tramutandolo in una più efficiente dotazione disponibile per i soldati, sfruttando per la prima volta, tra le tante pratiche, la costruzione dei castelli in Europa orientale. I lituani, dal canto loro, abbandonarono il precedente assetto tribale dell'apparato militare e si "occidentalizzarono" adottando nuove tattiche, usanze ed equipaggiamenti, nei limiti delle proprie possibilità, per rimanere al passo con l'avversario.
L'eccezionale trascinamento delle schermaglie rese la crociata lituana una delle più lunghe, complesse ed estenuanti lotte della storia europea.

## Contesto storico

### Origini

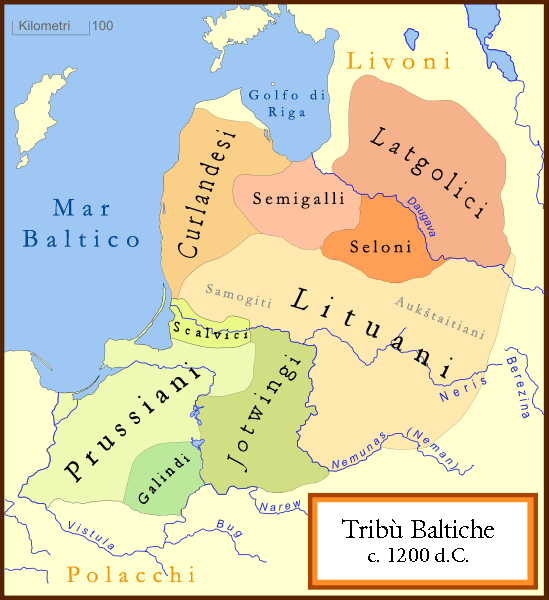
Mappa delle tribù baltiche nel XIII secolo. I Balti orientali sono in arancione, i Balti occidentali in verde: i confini sono approssimativi

Gli attuali Paesi baltici erano stati abitati sin dalla preistoria da varie tribù distribuite uniformemente su un territorio abbastanza vasto. Le differenze tra le diverse comunità di lituani, lettoni e pruzzi non erano così nette, tanto che esistevano affinità sia in ambito linguistico sia in termini religiosi. L'isolamento geografico degli autoctoni ridusse al minimo i contatti con il resto del continente per diverso tempo, fino a quando scandinavi e slavi si spinsero nella regione nell'Alto Medioevo interessandosi alle risorse minerarie presenti e all'allargamento dei commerci. È probabile che i Balti videro arrivare venditori tedeschi nei loro territori nel XII secolo. Consapevoli delle potenzialità offerte dalle remote e poco esplorate terre baltiche, i tedeschi diedero il via a missioni religiose volte a cristianizzare la regione. Se all'inizio vi furono conversioni pacifiche, successivamente gli autoctoni reagirono con violenza alle volontà dei membri del clero, portando la Chiesa ad agire militarmente.
Già nei primi anni del Duecento si registravano cruenti scontri tra cristiani e lituani presso i confini settentrionali della Livonia (odierna Estonia del Sud). L'Ordine dei fratelli della spada, fondato nel 1202, avviò diverse campagne militari, passate alla storia sotto il nome di crociata livoniana, nel tentativo di espandersi quanto più possibile e, una volta inglobati i territori conquistati sotto la Terra Mariana, finì per lambire intorno alla metà del XII secolo la Samogizia: da quel momento, gli scontri con i lituani pagani finirono per diventare ineluttabili. Quando arrivarono i primi Cavalieri teutonici nel 1230, la religione tradizionale nelle moderne Lettonia ed Estonia stava già lasciando spazio al cattolicesimo, anche per via della presenza di coloni oltre che di missionari e in virtù dei collegamenti commerciali di epoca pre-anseatica tessuti da mercanti di Colonia, Brema, Soest e Lubecca, i quali giungevano a est via Daugava e via Gotland.
Il conflitto vide un aumento esponenziale delle lotte, le quali raggiunsero l'apice nel 1236 nella cosiddetta battaglia di Šiauliai, dove i Cavalieri portaspada subirono una disastrosa sconfitta contro un'armata congiunta di lituani del nord e lettoni del sud (pare sopravvisse solo il 10% dell'esercito crociato e che morirono 48 Cavalieri). Sull'orlo del collasso, i reduci furono assorbiti dai Cavalieri teutonici e divennero una loro branca sotto la denominazione di Ordine livoniano. Anche dopo la fusione, o forse proprio per questa ragione, vista la maggiore potenza di cui si poteva disporre, i combattimenti proseguirono con la battaglia di Durbe del 1260, durante la quale le forze tedesche e gli autoctoni convertiti al cattolicesimo furono sconfitti dai samogiti, con notevoli perdite tra i nobili prussiani. Subito dopo lo scontro, si verificò una rivolta in Prussia sedata dall'Ordine solo con feroci rappresaglie quasi un quindicennio più tardi, nel 1274.

### Ordine teutonico

Scudo araldico dell'Ordine teutonico. Il simbolo veniva indossato come una semplice croce di stoffa sul lato destro del mantello di colore bianco dei Cavalieri

Confederazione Livoniana nel 1260 con indicati i luoghi delle importanti battaglia di Šiauliai (1236) e di Durbe (1260)

L'Ordine teutonico, distintosi soprattutto nelle crociate in Terra Santa, era un'organizzazione religiosa cavalleresca nata in Germania nel XII secolo. Dopo il 1230, riuscì ad assoggettare in maniera stabile diversi territori sia a sud, nel bacino del Mediterraneo, sia a nord, nell'Antica Prussia. La bolla d'oro di Rimini emessa in presenza dell'imperatore Federico II nel 1226 e il trattato di Kruschwitz, stipulato con il duca di Masovia Corrado I, autorizzarono i tedeschi ad avviare il loro lungo percorso di conquista verso est. Inoltre, gran parte della Livonia era stata assegnata all'Ordine dopo il 1237, quando i Cavalieri portaspada si sciolsero e confluirono nei teutonici. Nel 1309, l'hochmeister Siegfried von Feuchtwangen trasferì la sua residenza presso Marienburg, sul fiume Nogat, mentre si sceglieva di abbandonare qualsiasi attività nel Vicino Oriente e di concentrarsi esclusivamente sulle terre nel Nord-est europeo.
Nel XIV secolo, l'Ordine teutonico fu diviso in due rami, quello della Prussia e quello della Livonia. Malgrado Marienburg e la sede del Gran maestro costituissero de iure il centro amministrativo principale, i landmeister di Livonia godettero sempre di uno status politico e militare speciale, potendo infatti agire nella prassi con una discreta libertà di manovra. A differenza della Prussia, nell'odierna Lettonia le autorità religiose vantavano una maggiore libertà d'azione nell'ambito delle diocesi che amministravano, con il risultato che spesso si verificarono conflitti tra clero e ordine cavalleresco. I legami tra le due branche dell'Ordine, se analizzati nel complesso, finirono per riguardare il solo settore militare, con particolare riferimento agli attacchi congiunti effettuati ai danni del principale avversario attivo nello scenario politico locale, il Granducato di Lituania.
Altrettanto eterogenea risultava l'estrazione sociale dei componenti dell'Ordine: mentre in Prussia si nominavano perlopiù uomini provenienti dalla Germania centrale e occidentale, in Terra Mariana giungevano soprattutto cavalieri della Germania settentrionale e scandinavi, in quanto facilmente reclutabili. D'altronde anche i missionari trasferitisi a est allo scopo di effettuare conversioni di massa tra i Livi e gli Estoni nei secoli precedenti provenivano dai luoghi sopraccitati, una tradizione dunque non mutata nel tempo.

### Granducato di Lituania

Stemma del Granducato di Lituania

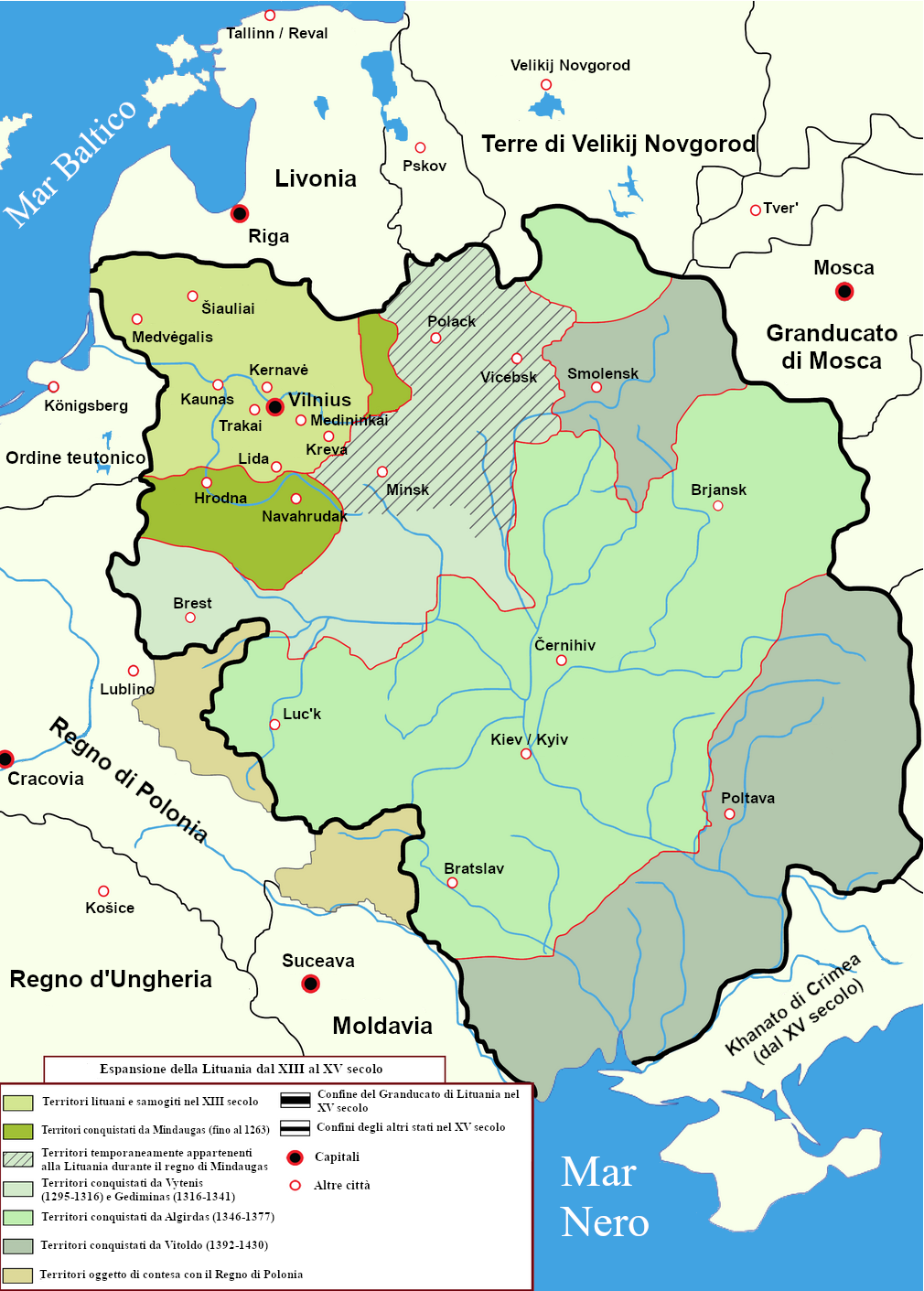
Mappa del Granducato di Lituania dal XIII al XV secolo

Il processo di formazione dello Stato lituano iniziò nei primi decenni del XIII secolo e fu completato dal duca Mindaugas, il quale riuscì a unificare le tribù lituane dei zemaiciai (i samogiti, abitanti dell'omonima regione a nord del fiume Nemunas) e degli aukstaiciai (autoctoni dell'Aukštaitija, concentrati a est del fiume Nemunas) entro il 1250.
In maniera pragmatica, vista la pericolosità dei teutonici, Mindaugas scelse di far ricorso alla conversione religiosa dopo aver sedato le lotte intestine. Abbracciò dunque il cattolicesimo e, su istruzioni di papa Innocenzo IV, ricevette nel 1253 la corona reale per mano dell'arcivescovo di Riga. Nonostante qualche tentativo di rafforzare la presenza dei cristiani in Lituania dopo la conversione, gli interventi non ebbero portata significativa. A circa un decennio di distanza dalla sua elevazione a re, Mindaugas rinnegò la sua nuova fede su consiglio di suo nipote Treniota e ingaggiò battaglia contro i Cavalieri di Livonia. Nel 1263 venne ucciso proprio da suo nipote, il quale ne prese il posto assumendo però il titolo di granduca. Dopo l'assassinio, seguì un periodo di profonda instabilità interna, in concomitanza con la grande rivolta prussiana (1260-1274). Ciò impedì per un certo periodo di tempo a teutonici e lituani di scontrarsi in battaglia.
Sul piano territoriale, sin dalla metà del XII secolo i granduchi avevano concentrato le proprie attenzioni verso gli allora fragili principati della Bielorussia e dell'Ucraina (Pskov, Polack, Kiev, Pinsk e Galizia-Volinia) a causa dei frequenti vuoti di potere che si verificavano, rendendo il Granducato un territorio vasto e fiorente. Tuttavia, mentre si procedeva con l'assoggettamento delle tribù, occorreva parallelamente assicurarsi assistenza esterna per fronteggiare il più storicamente maturo Stato monastico.

## Cause

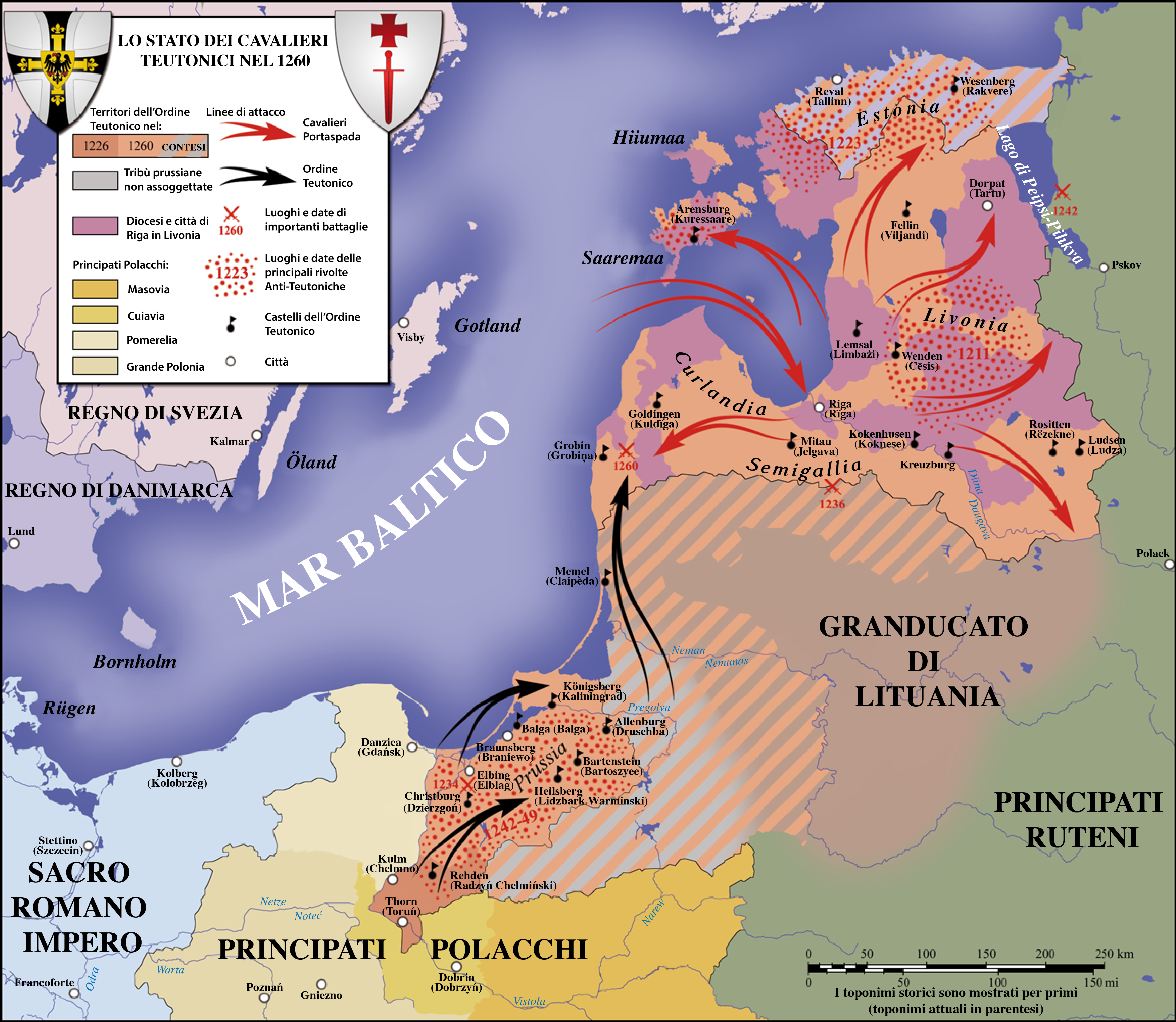
Lo scenario geopolitico del Baltico nel 1260

Molteplici erano le motivazioni per delle crociate nel Baltico. Con particolare riferimento a quella lituana, il principale obiettivo dell'Ordine teutonico negli Stati baltici durante il XIV secolo fu la conquista della Bassa Lituania. Assoggettando tale territorio, sarebbe stato infatti possibile congiungere quanto amministrato in Prussia con i possedimenti situati in Livonia. La posizione strategica e la vastità geografica del Granducato lituano lo esponevano alle mire espansionistiche dei vicini, poiché avrebbe permesso un'apertura dei commerci verso destinazioni amplissime, dai principati russi al Mar Nero. Anche le ricchezze che entrambe le fazioni stavano accumulando costituirono una causa immanente del conflitto, potendosi sostenere pacificamente che il fattore economico restò essenziale in ogni momento. La prospettiva di lauti bottini da poter guadagnare nel fiorente Granducato o nel vasto Stato monastico, infatti, spinse spesso le due compagini a rompere i già fragili indugi e a scontrarsi in lotte assai cruente.
Per l'Ordine il concetto di lotta per la croce di Cristo, coniato in passato nelle campagne in Terra santa, continuò a svolgere un ruolo ideologico di spessore, specie tramite l'invito dei predicatori a combattere per convertire i baltici alla fede cristiana. Riprendendo sant'Agostino, si ribadirono i classici toni ostili per quelle genti che vivevano nel peccato, a prescindere dalle buone o cattive azioni che compivano, «perché qualunque cosa essi facessero non era sostenuta dalla conoscenza delle verità divine». Accettare che i pagani ricoprissero ruoli di spicco nella società avrebbe potuto portare qualche cristiano a mostrare ammirazione nei confronti di chi non avrebbe dovuto. Per scongiurare questo scenario, occorreva privare gli indegni delle proprietà, del potere e del prestigio. In una prospettiva più centrata sulla Lituania, da ciò derivava la posizione che i pagani della contesa Samogizia non avessero diritto a preservare la propria autonomia, a maggior ragione considerando le persecuzioni lituane perpetrate a danno dei coloni cristiani e dell'attività missionaria.
Proprio come le crociate in Terra santa, anche durante le guerre nel Baltico l'ordine cristiano poté contare sul supporto di reclute e cavalieri, oltre che di vari principi occidentali (specie delle vicine Svezia, Danimarca e Polonia) e prelati, desiderosi di espandere i loro domini. Le motivazioni delle reclute che provenivano dall'Occidente erano molto variegate e i comandanti non avevano il tempo di scremarli sulla base delle qualità morali. Di certo dovettero coesistere convinti credenti, uomini pii, mercenari, persone avide, nobili desiderosi di possedimenti, prelati che bramavano potere e fama, o missionari che anelavano a un posto in paradiso. I coloni si muovevano per ambizioni altrettanto diverse: oltre ai cavalieri in cerca di fama in guerra e alle categoria sopraccitate, vi erano contadini bramosi di terre coltivabili, donne che desideravano suggellare matrimoni redditizi e mercanti che si prodigavano alla ricerca di nuove rotte. A livello politico, la Chiesa non auspicava che i popoli baltici rimanessero estranei all'orbita cattolica o che venissero sedotti dal credo ortodosso, circostanza che valeva quasi quanto il lasciarli aggrappati al paganesimo.
Dal canto loro, il Granducato e le entità statali che lo precedettero non avevano interesse a convertirsi al cristianesimo. I Lituani non erano una piccola tribù e vantavano una discreta condizione interna, ragion per cui l'intimidazione, la conquista o l'esempio dei popoli vicini non erano sufficientemente suadenti nella scelta di abbandonare gli antichi dei.

## Svolgimento del conflitto

### Periodizzazione
Non esiste una periodizzazione univoca per indicare gli estremi o le varie tappe della crociata lituana. Pietro di Duisburg, cronista medievale affiliato ai teutonici, colloca il principio del conflitto nel 1283, anno in cui essa si ritiene per convenzione cominciata:
(Pietro di Duisburg, Chronicon terrae Prussiae)
Tale data non coincise comunque con la prima occasione in cui i cristiani si scontrarono con i Lituani, in quanto i Cavalieri portaspada si erano con loro confrontati sin dal 1203 in Livonia e Prussia. Anche il momento della fine non è unanimemente condiviso a livello storiografico: benché il filone più accreditato lo faccia coincidere con la battaglia di Grunwald (15 luglio 1410), vi è chi considera conclusa la crociata solo nel 1422 o 1423 (data dell'ultima reise, cioè incursione, di cui si ha notizia).

### XIII secolo

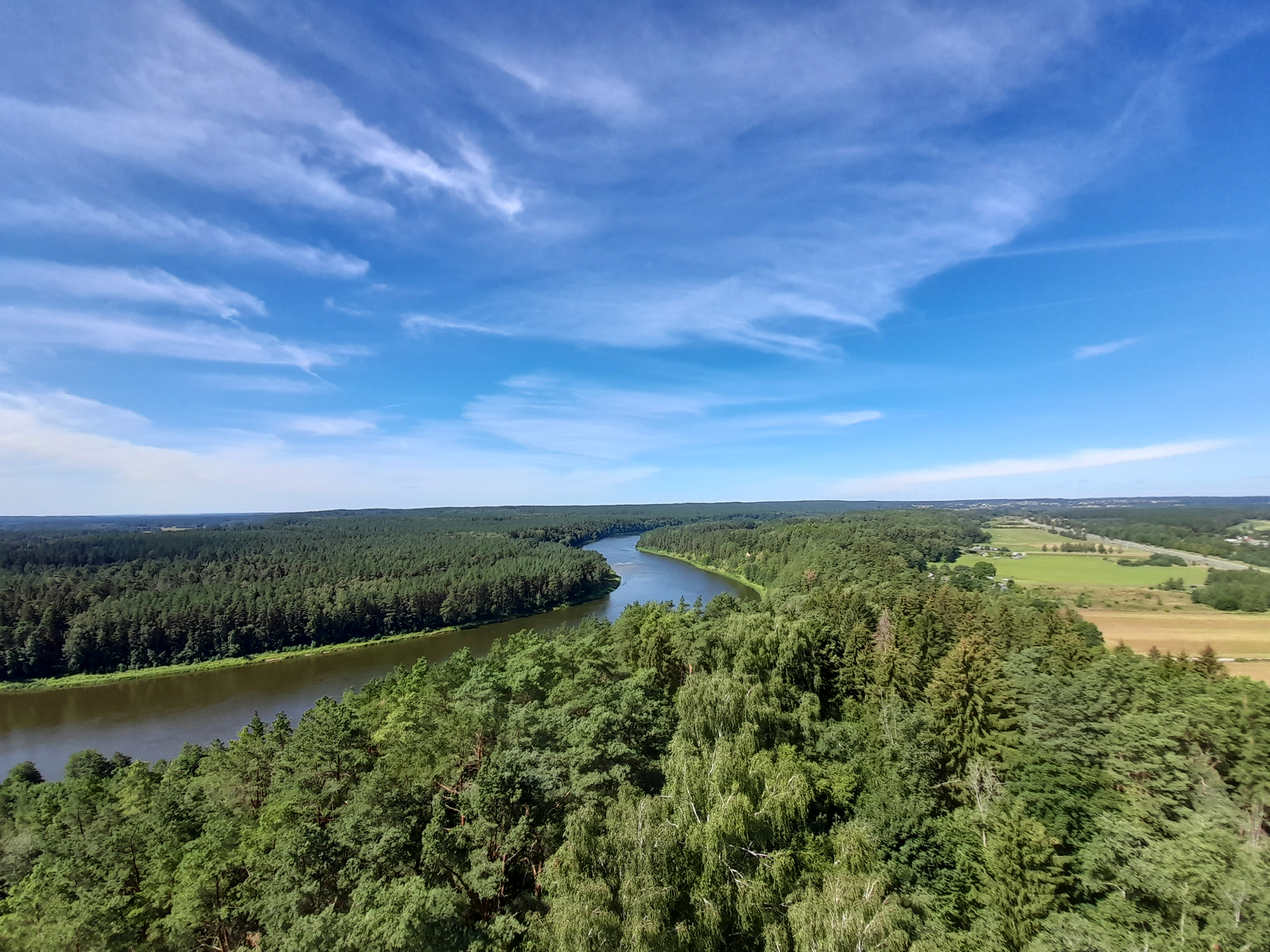
Il Nemunas, principale fiume della Lituania, a sud di Kaunas. Il controllo di tale corso d'acqua assumeva un valore cruciale a livello strategico, ragion per cui esso risultò a lungo conteso sin dal principio della crociata

Sul finire del XIII secolo l'Ordine teutonico riuscì a sedare le rivolte prussiane, con il risultato che vi furono una maggiore stabilità interna e la possibilità di riprendere il conflitto a est con i Lituani, che proseguiva in modo alterno da decenni. Nelle prime fasi gli scontri furono perlopiù limitati, non essendoci le stesse condizioni che avevano permesso le rapide vittorie dei gruppi cavallereschi attivi in Livonia all'inizio del secolo. La coalizione delle varie entità sostenitrici dello Stato monastico dei Cavalieri teutonici era infatti afflitta da problematiche interne e più interessata a una strategia difensiva. Alla Polonia che si stava riunificando, alla scarsa sinergia tra Riga e il suo arcivescovo e al papato scosso dal trasferimento della curia ad Avignone si affiancarono i freddi rapporti con il Sacro Romano Impero, specie se comparati con i tempi di Ottocaro II di Boemia, e un atteggiamento d'indifferenza dei duchi e degli arcivescovi che avrebbero potuto sostenere la causa. Il mancato arrivo di crociati dalla Germania e dalla Polonia, che si protrasse per anni, costrinse i teutonici ad abituarsi alla condizione di un basso numero di uomini a disposizione. Come se non bastasse, i duchi della Masovia e della Galizia-Volinia, che avevano combattuto con i Cavalieri e condiviso con loro le difficoltà della campagna di Sudovia (a ridosso dell'odierno confine tra la Lituania e la Polonia), non si mostrarono interessati a oltrepassare il fiume Nemunas. La Samogizia rimase così una terra inviolata.

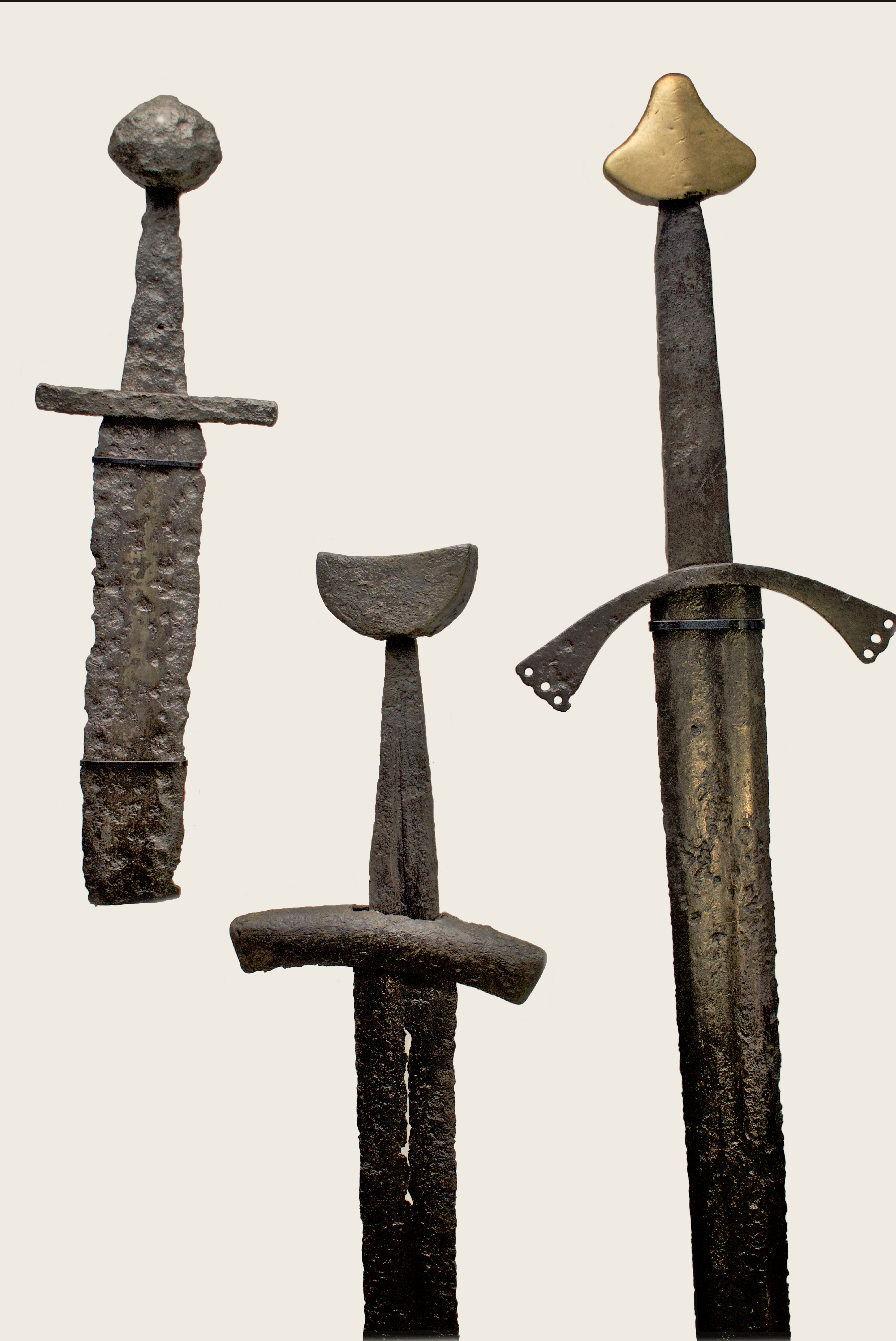
Spade lituane risalenti al XIII secolo

Essendo il Granducato uscito da poco da un periodo di vuoto politico, l'Ordine decise di agire celermente contro i Lituani e, in una prima fase, si diresse verso le zone meridionali dello Stato avversario, assaltando nel 1284 e nuovamente nel 1296 Hrodna e dintorni, che all'epoca fungevano da importante crocevia strategico ed economico sul corso superiore del Nemunas. Tra queste due spedizioni, nel 1290, avvennero delle razzie in Livonia e in Samogizia, che videro la partecipazione di reclute giunte da altre parti d'Europa (non si sa se esplicitamente sollecitate a partecipare o giunte di propria iniziativa). Di contro, i Lituani razziarono nel 1295 la Curlandia e la Sambia, scatenando inoltre una breve sommossa prussiana. Al tempo non si immaginava che la guerra potesse rivelarsi particolarmente complessa, come invece fu, tanto che non si rintracciano appelli di gran maestri a chiamare nuovi crociati.
Tra il 1297 e il 1299 il granduca lituano Vytenis decise di approfittare della difficile situazione in Livonia, regione in cui il clero e i Cavalieri avevano dato il via a un'intensa lotta di potere, incoraggiando gli eserciti pagani ad unirsi e colpire i nativi cristianizzati in Semgallia, Curlandia e Sambia, trovando scarsa resistenza. Quando Vytenis si rese responsabile della distruzione di un insediamento di recente fondazione in Prussia e della cattura di 250 prigionieri, i teutonici capirono che il futuro delle colonie passava sì da un più alto numero di combattenti che potessero giungere da ovest, ma anche da una migliore solidità. Esemplificativa in tal senso la situazione dell'arcidiocesi di Riga, la cui instabilità assunse una portata talmente seria che, dopo il 1300, ogni gran maestro dovette spostarsi al Nord per monitorare le condizioni della regione, cercare di limitare il potere dell'arcivescovo e allontanare gli abitanti dall'ombra della Lituania.
Il climax di vittorie riportate da Vytenis si spiega con la scelta tattica di fare ricorso a un maggiore supporto esterno, tramite alleanze militari finalizzate a fronteggiare un nemico comune odiato tanto in Lituania quanto in Prussia e Polonia. La scia di distruzione scatenata dal granduca lituano lo portò, nel 1298, ad attaccare direttamente i Cavalieri livoniani in Curlandia. Dopo qualche successo dei cristiani, questi vennero battuti nuovamente nella battaglia di Turaida nel mese di giugno.

### XIV secolo

#### La ripresa del conflitto con il granduca Vytenis (1303-1316)

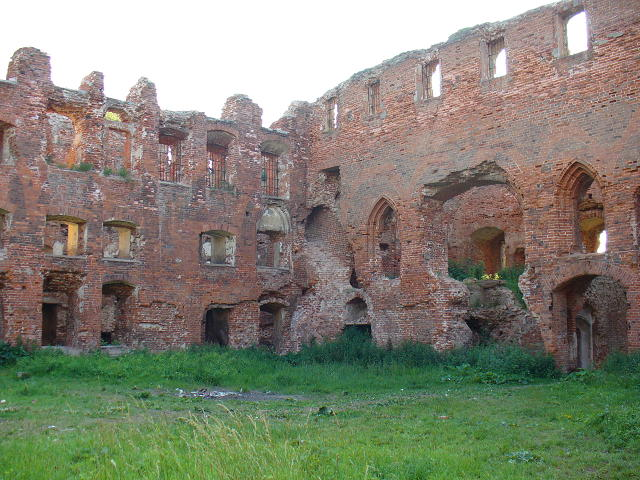
Rovine del castello dell'Ordine a Ragnit

Trascorse le prime grandi avvisaglie della fine del XIII secolo, le schermaglie si riaccesero nel 1303 sempre con Vytenis, sotto forma di attacchi isolati, ma non per questo meno frequenti, orchestrati dalle truppe lituane ancora una volta alle porte della Prussia e, soprattutto, in direzione delle fondamentali roccaforti di Dorpat (Tartu) e Ösel (Saaremaa). Nel 1304, le fonti coeve riferiscono che giunsero nobili da altre realtà europee in ausilio dei crociati per partecipare a una "nuova" guerra contro la Lituania. L'Ordine si prodigò per cercare una strategia che permettesse di ostacolare le incursioni nemiche. La Livonia e la Prussia erano collegate da un'unica via di terra, la tratta Memel-Curlandia, che però attraversava una zona esposta alle aggressioni dei samogiti. Per scongiurare il rischio, si decise di provare a insediarsi nella Bassa Lituania, dove sarebbe stato possibile costruire delle roccaforti da cui magari proseguire le conquiste.
Non si riportano notizie di incursioni lituane fino al 1308, circostanza che lascia immaginare, a giudizio dello storico Zigmantas Kiaupa, che «Vytenis preferì adottare una strategia difensiva e assicurare il suo potere interno». Quasi in contemporanea, entro il 1309, i teutonici erano riusciti a normalizzare la situazione in Livonia e, pur non avendo piegato né gli abitanti di Riga né Vytenis, non provavano più lo stesso timore del decennio passato. La rinnovata fiducia si desume dall'attacco con cui i crociati colpirono la già assalita Hrodna. Il granduca lituano Vytenis reagì nel 1311 a quanto accaduto spingendosi ben all'interno della Prussia, eludendo le difese dei duchi della Masuria al comando di 8 000 uomini (una cifra di sicuro sovrastimata dai cronisti). Si trattò di una delle offensive meno riuscite poiché, nonostante 4 000 guerrieri a cavallo riuscirono ad attraversare la Varmia spingendosi fino a Braunsberg, gli attaccanti furono sorpresi dagli uomini guidati dal landmarschall Heinrich von Plötzke a Wopławki e scacciati, con il ciambellano di Vytenis fatto prigioniero. Malgrado il grande entusiasmo riportato dai cronisti teutonici, l'impatto della battaglia non fu dirompente, se si considera che il granduca era riuscito a ritirarsi e che le sue forze non erano state debellate in maniera definitiva.
Gli ultimi grandi attacchi sferrati da Vytenis avvennero nel 1315 in direzione di Ragnit e Christmemel, poco tempo prima della sua morte. La sua fama di radicale oppositore dei tedeschi e di rispettato generale rimase ben conosciuta anche negli anni immediatamente successivi alla sua dipartita, durante i quali le ostilità continuarono. Il placet fornito, con l'intento di attenuare le lotte, alla costruzione di una chiesa cattolica in Lituania nel 1311, la prima dai tempi di Mindaugas, non bastò per una migliore considerazione del suo operato nelle fonti coeve.

#### Gediminas al potere (1316-1341)

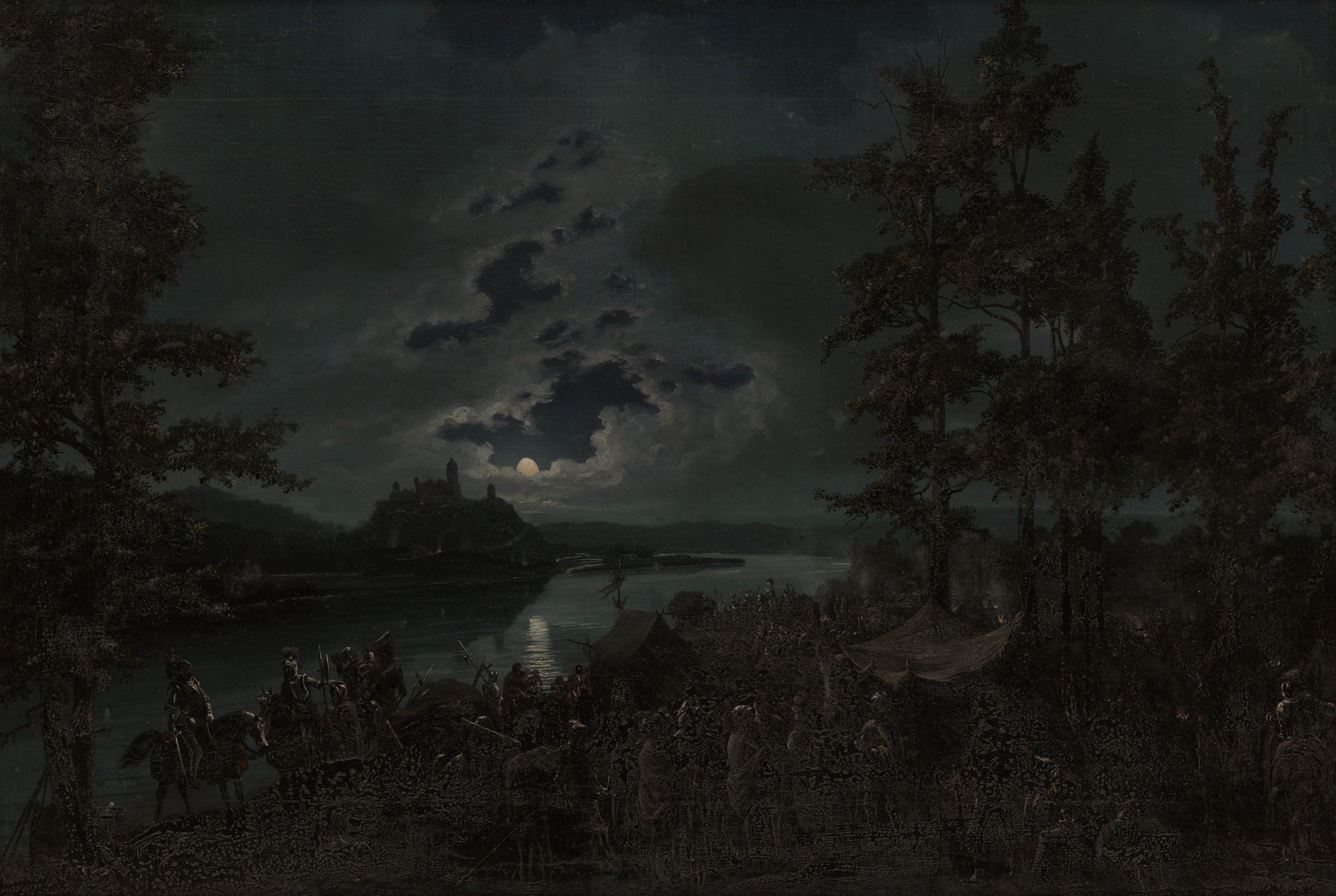
I crociati all'attacco del castello di Punia nel 1336 in una tela del 1837 di Vincentas Dmačauskas. Museo d'arte nazionale della Lituania, Vilnius

Durante il dominio di Gediminas i combattimenti si intensificarono su entrambe le sezioni dei confini. Consapevole dell'inferiorità tecnologica della sua compagine, Gediminas tentò di attirare simpatie dall'ovest invitando commercianti e artigiani a stabilirsi nel Granducato con la promessa di un'esenzione dai tributi. Inoltre, provò a ridurre la pressione internazionale sullo Stato consentendo la presenza di frati francescani sul suolo lituano, un provvedimento che lasciò ipotizzare a uno scenario in cui le probabilità di conversione fossero decisamente alte, a patto che le ostilità in corso cessassero. La visione dei contemporanei più ottimisti, convinti di una segreta rinuncia del granduca ai suoi vecchi dei, resta solo una teoria fantasiosa, non essendovi infatti alcuna prova tangibile che egli fosse prossimo alla conversione. In sintesi, si deve dedurre che la sua scelta aveva scopi puramente politici, al fine di far desistere i teutonici dalle loro mire. Questi ultimi non tardarono a esprimere il proprio disappunto verso l'atteggiamento ambiguo di Gediminas e la sua tolleranza nei confronti di ortodossi e pagani.
Il sovrano si alleò negli anni 1325-1328 con il re di Polonia Ladislao, suggellando la tregua grazie a una serie di matrimoni. La corona polacca divenne sempre più ostile all'Ordine a causa della disputa sul dominio in Pomerania, tanto da contattare il pontefice affinché intervenisse per ripristinare lo status quo ante. In effetti, la Santa Sede rispose in favore dei polacchi, anche se non effettuando delle pronunce definitive, con il risultato che l'appello cadde nel vuoto. Frattanto, anche la sottomissione definitiva di Riga, dopo alcuni tumulti accaduti nel 1329-1330, rinfocolati da Gediminas e perpetuati per dodici mesi, si era rivelata una circostanza che rendeva meno tranquilla la posizione della Lituania. Nell'inverno del 1329, il re boemo Giovanni I si presentò a capo di un nutrito esercito allo scopo di partecipare alla "battaglia pagana", guadagnandosi nel corso del tempo la reputazione di ligio cavaliere. Forti di tale supporto, i cavalieri dell'Ordine riuscirono a catturare alcune importanti fortezze in Samogizia. Per via della prosecuzione delle lotte con il Regno di Polonia, la conquista di ulteriori territori dovette essere rimandata, ma le terre acquisite da Giovanni I in Masovia vennero da lui cedute ai teutonici prima che lasciasse il Nord Europa.

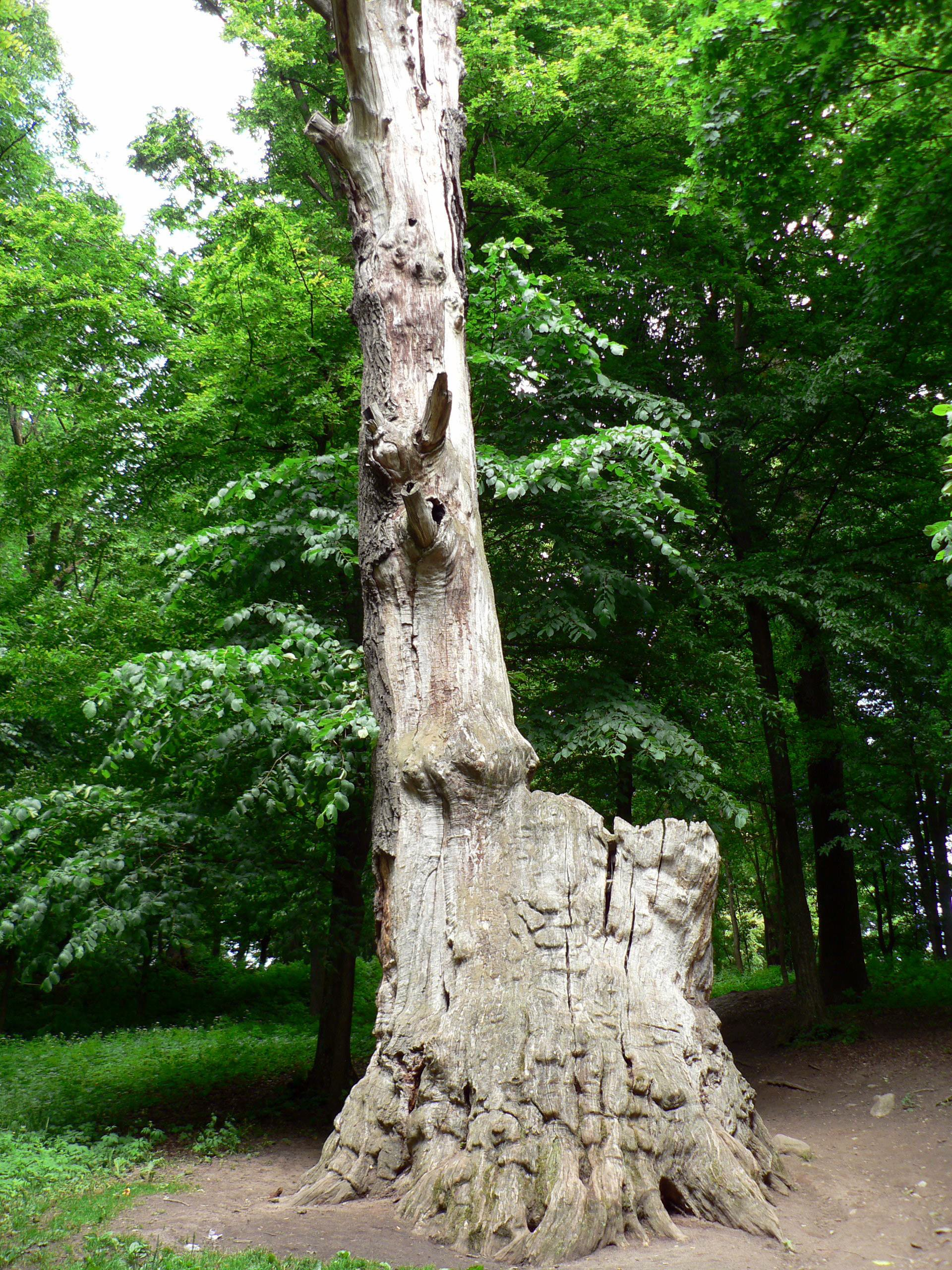
La quercia di Raudonė, sotto la quale Gediminas, secondo la tradizione, fu ferito a morte da un dardo di balestra

Sempre per via della guerra polacco-teutonica, riesplosa improvvisamente nel 1330, il Granducato sembrò vivere un periodo di respiro. In questa fase, ebbe luogo una graduale centralizzazione della Lituania con la fondazione di Vilnius (Vilna), che divenne la nuova capitale al posto di Trakai (o Voruta). A ogni modo, l'Ordine teutonico prevalse presto nella sua contesa con la Polonia grazie all'aiuto di comandanti stranieri, riorganizzandosi contro Gediminas e costringendo il re polacco Ladislao a stipulare con i Cavalieri una pace nel 1332, perdurata per un decennio. Nel 1336, un grosso contingente sostenuto sia da Giovanni I sia da suo genero Enrico XIV di Baviera guadò il fiume Memel, all'altezza della Samogizia, e attaccò l'importante castello di Pilėnai. Una volta espugnato, i teutonici lo rimpiazzarono con una nuova fortificazione, battezzata Bayerburg (in lituano Raudonpilis) in onore del duca bavarese, allo scopo di disporre di una testa di ponte per le campagne in Samogizia. Dopo il ritiro di gran parte dell'esercito dell'Ordine, Bayerburg fu presa d'assalto e distrutta dai lituani guidati da Gediminas in persona che, secondo la tradizione locale e un'informazione errata fornita dal cronista polacco Jan Długosz, venne ferito a morte sotto una quercia ancora oggi esistente davanti alla struttura difensiva. Più verosimilmente il granduca morì per cause misteriose nel 1341, anno in cui i combattimenti si placarono in maniera temporanea.

#### Le lotte contro i fratelli Algirdas e Kęstutis (1345-1382)
A partire dal 1344 il conflitto si intensificò nuovamente, dopo che due dei figli del granduca Gediminas, Algirdas e Kęstutis, assunsero il potere spodestando il loro fratello Jaunutis. I due si spartirono il controllo del territorio lituano dando vita a una sorta di duumvirato: ciò che era a sud-est lo controllava Algirdas, mentre a ovest amministrava Kęstutis, inclusa la Samogizia. Costui portò avanti la lotta con i teutonici in maniera costante e con alterne fortune.
Nel 1348, il comandante Winrich von Kniprode riuscì a sferrare un duro colpo ai Baltici nella battaglia della Strėva, svoltasi in campo aperto. Nel 1352, quando Winrich von Kniprode assunse il ruolo di gran maestro, egli comprese che fosse necessario porre un freno alle incursioni del Granducato con azioni oculate. Uno dei proficui risultati raggiunti durante il suo mandato riguardò l'allargamento della zona cuscinetto tra Stato monastico e Lituania: lo scopo perseguito era sì quello di causare uno spopolamento attraverso le razzie, ma soprattutto quello di avvistare prima gli invasori in caso di attacco. Ciò avvenne grazie alla presenza di reclute giunte da Francia, Borgogna, Olanda, Inghilterra e Scozia, però il successo maggiore passò per l'indebolimento dei suoi nemici «attraverso un ponderato ricorso alla diplomazia». Concentrandosi sull'alleanza tra Polacchi e Lituani, intervenne mantenendo rapporti amichevoli con i primi, stipulando una pace con la Lituania nel 1357 e fornendo sostegno ai duchi polacchi ostili a Casimiro III di Polonia. In quel frangente, si verificò addirittura la concreta possibilità che l'Ordine stringesse un accordo di cooperazione con la Lituania, su sollecito di quest'ultima, in chiave anti-Cracovia, ma papa Innocenzo VI bloccò le trattative perché «scandalizzato» dalla prospettiva di un'alleanza tra pagani e cristiani. Per quanto riguardava il futuro di Riga, nel 1350 una sentenza papale confermò all'arcivescovo il possesso dell'intera città, eccezion fatta per il castello. La pace di Danzica del 1366 vide infine i Cavalieri livoniani e l'arcivescovo di Riga giungere a un'intesa, di cui una delle condizioni passava per l'istituzione della leva militare obbligatoria.

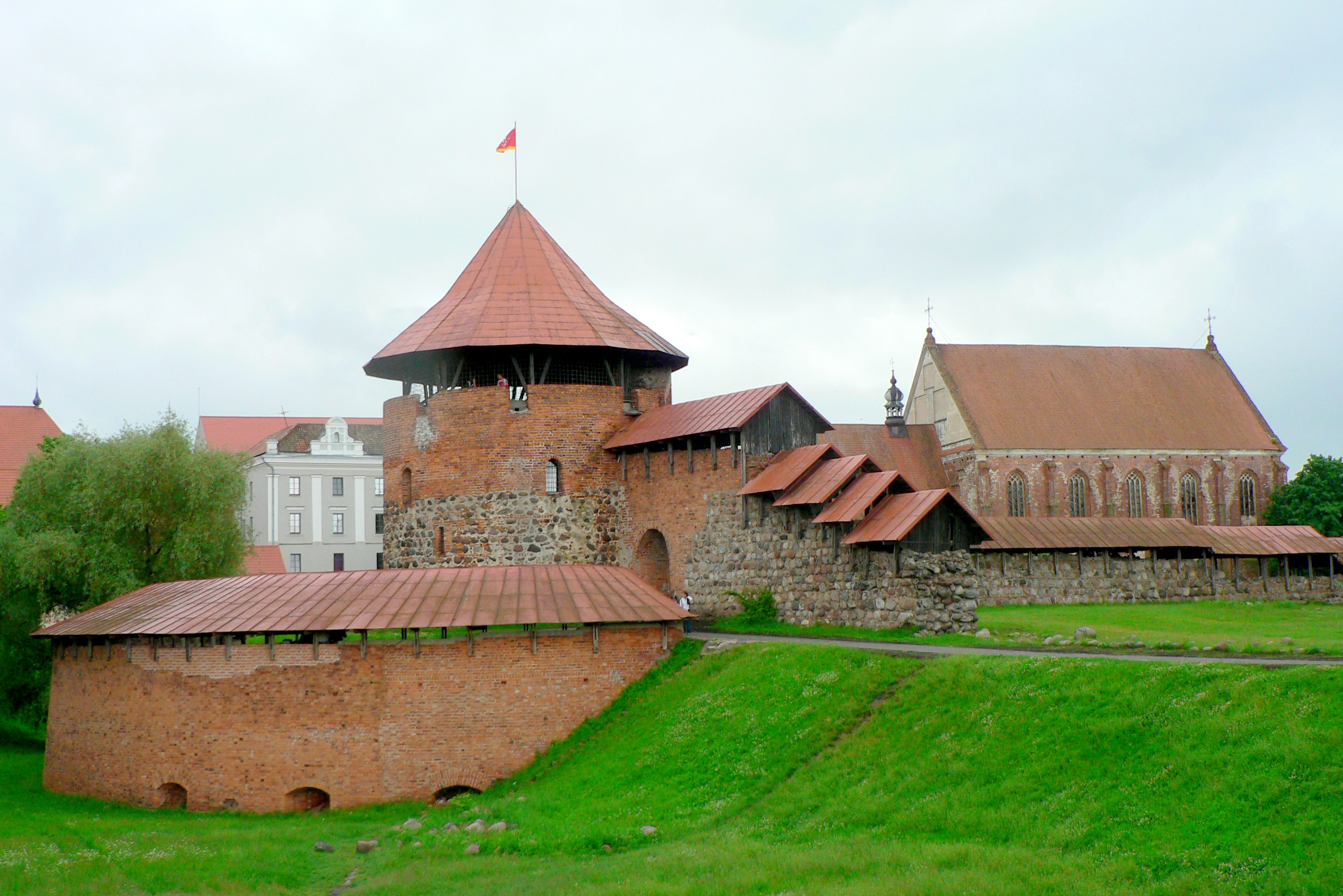
Rovine parzialmente ricostruite del castello di Kaunas

Nel 1358 l'imperatore Carlo IV di Lussemburgo avviò dei negoziati di pace con uno dei due fratelli in cambio della sua conversione al cristianesimo. Sul reale promotore dell'iniziativa permangono dei dubbi: secondo alcuni storici furono i Baltici ad avviarla, mentre per altri si trattò di una sollecitazione di Carlo IV. La condizione perché si procedesse risultò tuttavia non soddisfacente. Il granduca lituano chiedeva infatti il completo ritiro dell'Ordine teutonico dalla regione baltica, un termine non accettabile per l'imperatore a causa del sostegno del gruppo cavalleresco di cui necessitava. In aggiunta, si domandava il trasferimento dei teutonici nell'odierna Ucraina «per proteggere i Ruteni dai Tartari». La proposta fu considerata un oltraggio e riaccese le ostilità fino a quando, nel 1361, il maresciallo dell'Ordine Henning Schindekopf e il re Luigi I d'Ungheria intercettarono e catturarono Kęstutis. Il granduca lituano riuscì tuttavia a sfuggire alla morte abbandonando la roccaforte di Marienburg, dove era giunto in catene nel 1362. L'Ordine colse un altro importante successo nell'aprile del medesimo anno, quando un'armata distrusse il castello di Kaunas, situato nel cuore del Granducato, e catturò Vaidotas, figlio di Kęstutis e comandante incaricato di difendere il presidio.
Sotto il maresciallo dell'Ordine Henning Schindekopf iniziò un periodo di reciproca devastazione; poiché alla fine di esso nessuno dei due avversari si indebolì in maniera irreversibile, si giunse a una tregua e alla mutua liberazione dei prigionieri catturati. Tra il 1362 e il 1370 i crociati intrapresero una ventina di "spedizioni punitive" (52 fino al 1382) meglio coordinate contro la Lituania e, nel febbraio 1370, si verificarono le condizioni perché scoppiasse una battaglia di grandi proporzioni. Algirdas e Kęstutis radunarono contingenti da tutta la Lituania, alcuni feudatari rus' fedeli presenti in Sambia e dei Tartari ostili allo Stato monastico. Per contro, il landmarschall von Kniprode convocò unità da diverse località e le indirizzò immediatamente verso l'esercito principale. Impegnato a saccheggiare i dintorni di Rudau (a nord di Königsberg), Kęstutis si accorse a un certo punto dell'avvicinamento di una grande forza crociata, dileguandosi immediatamente. Suo fratello Algirdas si spostò invece precipitosamente su una posizione sopraelevata, confidando nell'opportunità di difendersi meglio. La battaglia di Rudau che ne seguì si rivelò tra le più sanguinose della crociata e assunse le caratteristiche di una battaglia campale. Solo al calar della notte, dopo un giorno intero di scontri, la calma tornò a regnare e, se si tiene conto del computo delle vittime (quasi 1 000 Baltici contro i 26 Cavalieri e i 100 o 200 cristiani), si intuisce come la vittoria teutonica fu netta. Algirdas non ebbe problemi a fuggire quando la situazione volse al peggio, ma non inviò mai più truppe in Prussia e i crociati vissero un periodo sereno lungo le zone di confine.
Un nuovo ciclo incominciò nel 1377 alla morte di Algirdas. In Lituania scoppiò una lotta per il potere tra i figli del granduca appena spentosi, suo fratello Kęstutis e il figlio di quest'ultimo, Vitoldo. In cerca di sostegno, le varie fazioni arrivarono a stringere alleanze perfino con i teutonici, loro rivale storico, anche perché ormai l'aspetto religioso del conflitto aveva perso molta della centralità del secolo passato. Con il trattato di Dovydiškės, stipulato nel 1380, i cavalieri dell'Ordine si impegnarono a sostenere a livello militare l'erede principale di Algirdas, Jogaila, contro Kęstutis, in cambio di varie concessioni. Mentre costui rimase prigioniero di Jogaila nel 1382, suo figlio Vitoldo sfuggì a suo cugino e si recò nello Stato monastico, confidando nel suo ausilio per spodestare Jogaila e i suoi alleati della Bassa Lituania. All'indomani della morte dell'hochmeister von Kniprode, nel 1382, Kęstutis ordinò la sua ultima incursione, grazie alla quale raggiunse Tapiau, distante 40 km a est di Königsberg. La reazione non tardò ad arrivare: qualche mese dopo, le truppe dell'Ordine acquisirono Trakai, 22 km a ovest di Vilnius, e in seguito si spinsero proprio verso quest'ultima. Essendosi arresa la capitale con l'intervento di Jogaila, alleato dei teutonici, la lunga crociata contro i Lituani sembrò volgere al termine.

#### Lotte di potere nel Granducato e unione polacco-lituana
La lotta per il potere nel Granducato cessò solo nell'estate del 1384, quando si verificò un breve periodo di tregua prima di un evento epocale nel percorso di cristianizzazione della Lituania. Jogaila si offrì infatti alla nobiltà polacca come pretendente al vacante trono di Polonia chiedendo la mano di Edvige d'Angiò. Perché ciò avvenisse, era però richiesta sia la sua conversione (e, di conseguenza, della Lituania) al cattolicesimo, sia una situazione politica più stabile nel Granducato. Jogaila si trovò dunque costretto a raggiungere un'intesa con suo cugino Vitoldo, accettando diverse delle sue rivendicazioni e restituendogli svariati possedimenti. Jogaila, da allora noto come Ladislao II Jagellone, fu eletto re di Polonia dopo essere stato battezzato e dopo aver sposato Edvige nel 1386. A seguito di tale evento, poteva dirsi che l'ultimo Stato pagano in Europa aveva infine abbracciato il cristianesimo. Tramite l'Unione di Krewo, inoltre, si avviò un percorso di avvicinamento tra la realtà polacca e quella lituana. Tuttavia, a causa dei timori della nobiltà lituana di finire assimilata all'elemento polacco, il nuovo sovrano fu costretto a concedere a suo cugino Vitoldo ulteriori facoltà in Lituania.
Nel 1390 ebbe luogo l'ultimo assalto di Vilnius per opera di un gruppo di crociati composto da francesi e inglesi, ma il tentativo di espugnare il complesso dei castelli locale fallì.

#### Geopolitica e strategia dei teutonici alla fine del XIV secolo

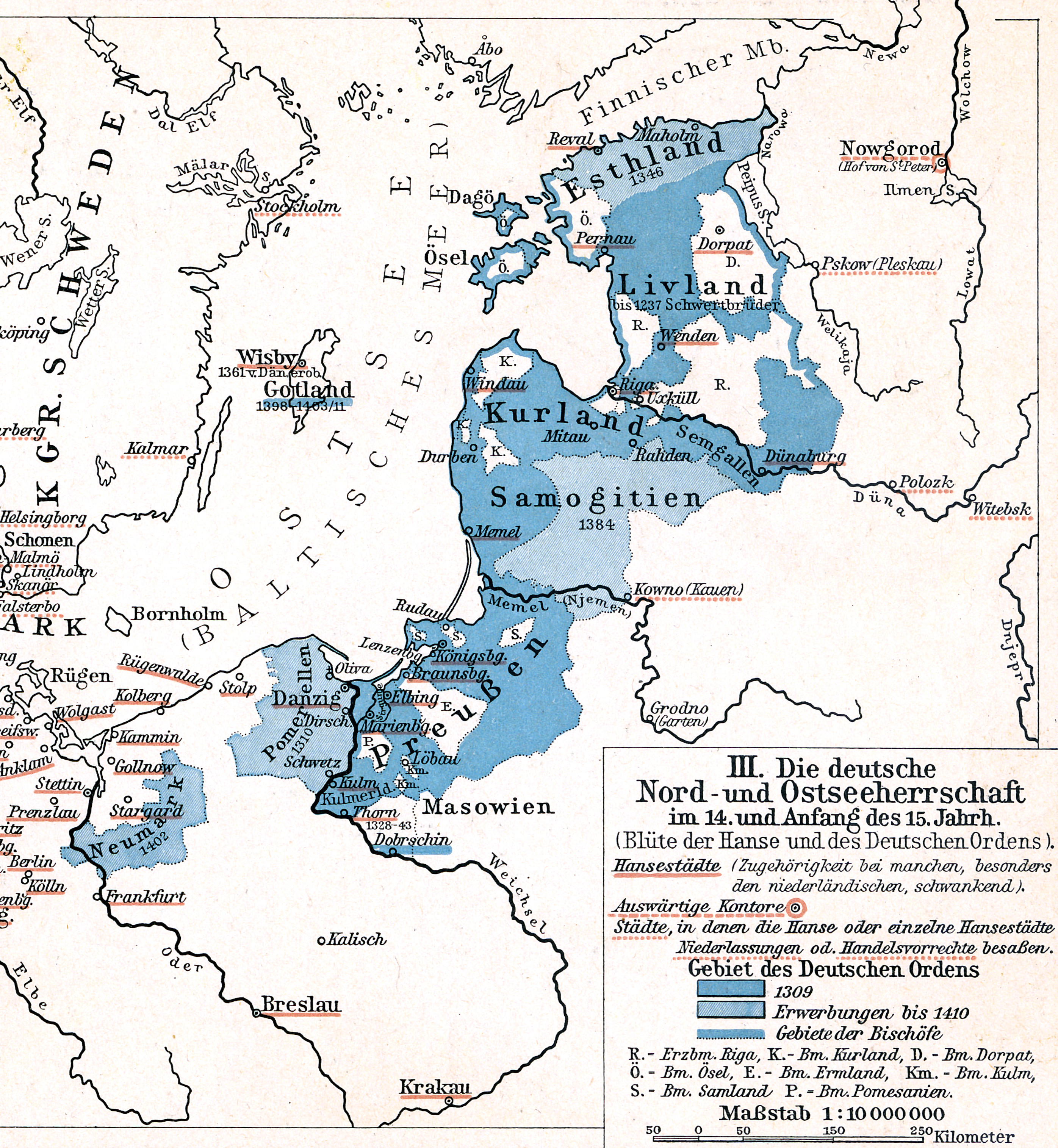
Stato monastico nel 1410

I principali dignitari dell'Ordine si dimostrarono molto scettici e incerti sul comportamento da tenere in seguito alla scelta di Jogaila di accettare la corona polacca, alla cristianizzazione lituana e ai più stretti legami, anche bellici, tra il Granducato e la Polonia. La nuova situazione faceva sorgere infatti degli importanti interrogativi di carattere ideologico e militare: innanzitutto, la conversione poneva il problema della lotta al paganesimo, tanto sbandierata nei decenni precedenti e ora venuta meno. A ciò i teutonici reagirono insinuando che il battesimo del sovrano fosse avvenuto solo a scopo politico e che la maggior parte dei lituani rimaneva ancora fedele al credo tradizionale. A fronte di una presa di posizione siffatta, che negava la possibilità di effettuare in maniera repentina battesimi di massa, Ladislao II e Vitoldo, convertitosi quando era fuggito nello Stato monastico nel 1382, si rivolsero a papa Bonifacio IX affinché intervenisse. La risposta dalla Santa Sede arrivò nel 1403, con una bolla la quale vietava ai Cavalieri teutonici di dichiarare guerra alla Lituania.
Le preoccupazioni dei tedeschi avevano radici profonde. Il Regno di Polonia, situato a sud a ridosso dello Stato monastico, aveva perso sia la Pomerania nel 1309 sia il conflitto scoppiato dal 1326 al 1332, alla fine del quale l'allora sovrano Ladislao I dovette arrendersi e stipulare una tregua decennale. Tra la nobiltà polacca si diffuse infatti un sentimento di rigetto nei confronti dell'Ordine. A questa potenziale minaccia latente, si veniva ad aggiungere il Granducato di Lituania, da sempre ostile, che metteva a rischio non solo i confini meridionali, ma anche quelli orientali.
Nel frattempo, proseguiva il processo di crescita del Granducato in una superpotenza dell'Europa orientale. Agevolata da un contesto favorevole per via della decadenza dell'Orda d'Oro, la Lituania continuò la sua strategia di assoggettamento dei principati orientali a scapito della crescente Moscovia, riuscendo a spingersi molto a sud e a est. Ciò spiega perché il sovrano non reagì all'incursione accaduta in Samogizia nel 1398, durante la quale furono catturati 700 soldati e 650 cavalli, causando un numero imprecisato di vittime. Desideroso di maggiore libertà d'azione verso oriente, Vitoldo accettò di perdere la sovranità sulla Bassa Lituania, cedendola all'Ordine col trattato di Salynas nel 1398: in tale modo la Samogizia passava infine in mano ai Cavalieri cristiani.

### XV secolo

#### La Samogizia in mano teutonica
Nell'estate del 1399 ebbe luogo la sonora sconfitta di Vitoldo nella battaglia del fiume Vorskla contro i Tartari. Poiché nelle stesse file avevano partecipato sia teutonici sia Lituani sembrava che la crociata fosse finita, avendo esaurito la sua raison d'être: la cristianizzazione della maggior parte dei pagani presenti nel Baltico e la conquista della Samogizia erano state raggiunte. Ciononostante, dalle fonti trapelano le lamentele espresse da quegli uomini di chiesa scontenti dalla mancata imposizione da parte del gran maestro dell'obbligo del battesimo. La scelta operata da Konrad von Jungingen di far ricrescere l'economia passando per il coinvolgimento di tanti piccoli boiardi lituani perseguiva anche un secondo fine, ovvero la speranza di plasmare una classe dirigente affidabile, seppur di basso rango. A suo giudizio, la conversione si sarebbe di certo verificata col tempo in modo naturale, uno scenario immaginato pure da Vitoldo e guardato con timore da quest'ultimo. Pur non progettando di riprendere subito le ostilità, egli rivolse la sua attenzione nuovamente verso ovest e sostenne segretamente i Samogiti, incoraggiandoli a resistere. Fomentata dal granduca, una prima rivolta sconvolse la Samogizia dal 1401 al 1404, ma cessò quando il regnante lituano dovette firmare un trattato di pace in cui riconosceva l'autorità dei crociati sulla regione.
Restava da definire la questione spinosa del futuro dei Samogiti e della tutela dei diritti dei nobili locali dopo l'acquisizione teutonica. Sebbene anche la bolla ufficiale del pontefice del 1403 prevedesse delle concessioni ai feudatari della regione, nella prassi l'Ordine non si dimostrò molto caritatevole. Il malcontento delle comunità samogitiche lituane crebbe col tempo, per via della continua riscossione delle salate decime ecclesiastiche e del regime particolarmente restrittivo imposto ai mercanti dallo Stato monastico. Tali condizioni gettarono le basi affinché, intorno al 1409, si giungesse al punto di non ritorno: quando si pretese il pagamento di un nuovo tributo a seguito di una carestia generata da un inverno particolarmente freddo, si scatenò un'altra sommossa popolare.

#### La decisiva battaglia di Grunwald

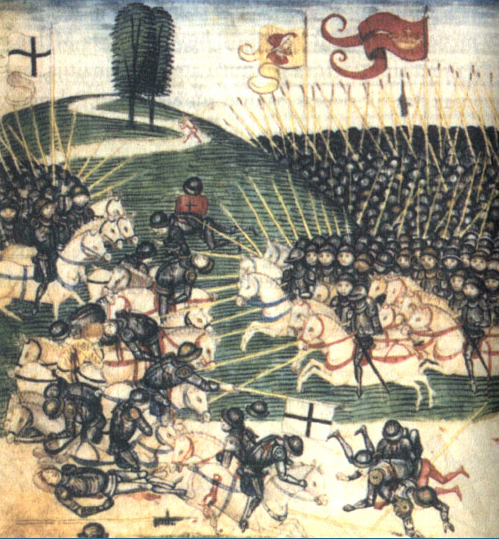
La battaglia di Grunwald in un'illustrazione della Luzerner Chronik di Diebold Schilling il Giovane del 1515 circa

L'impreparazione fece da padrone allo scoppio della nuova insurrezione, con le postazioni difensive dei teutonici abbastanza sguarnite. A giudizio di William Urban, «le ribellioni dovevano essere così frequenti da non destare particolari preoccupazioni rispetto a quelle passate nella mente del maestro Michael Küchmeister von Sternberg». Vitoldo, giunto di nascosto nel mese di aprile e poi ancora a maggio, ruppe gli indugi e, constatate le condizioni favorevoli, sostenne apertamente una seconda insurrezione, così come fece Ladislao II dalla Polonia. Il candido appoggio alla ribellione in un territorio rivendicato dall'Ordine spinse l'hochmeister Ulrich von Jungingen a risolvere la questione sul campo di battaglia. Il 6 agosto 1409, quando il re di Polonia si vide recapitare una lettera di sfida a nome di von Jungingen e dell'Ordine, ebbe inizio la Grossen Streythe (lett. "grande lite"), ovvero l'espressione con cui i teutonici del tempo descrissero la guerra polacco-lituano-teutonica.
L'Ordine invase innanzitutto la Grande Polonia, espugnando diversi castelli: constatata la situazione, nell'autunno del 1409 si negoziò un armistizio con la mediazione dell'imperatore Venceslao di Lussemburgo e, nel gennaio 1410, veniva riconosciuto a Praga lo status quo delle frontiere. Proprio in considerazione di questi eventi pregressi, nessuno immaginava che la disputa potesse evolversi in uno scontro dalla vasta portata per tre motivi: la pace tra Polonia e Prussia perdurava, salvo casi isolati, ormai da sette decenni; i trattati di Salynas (1398) e Raciaz (1404) avevano sciolto l'intrigo sullo status della Samogizia; infine, non si ipotizzava un coinvolgimento della Lituania. Contrariamente alle aspettative, il 15 luglio 1410 si svolse un combattimento di grandi proporzioni passato alla storia come battaglia di Grunwald (gli storici tedeschi la chiamano battaglia di Tannenberg, mentre i lituani di Žalgiris). Privi del supporto dell'alleato storico rappresentato dalla Confederazione livoniana, che aveva firmato un armistizio con Vitoldo, i Cavalieri teutonici uscirono sonoramente sconfitti dallo scontro e da allora entrarono in una lenta ma irreversibile crisi. Malgrado la grande posizione di vantaggio, Ladislao II esitò e non sferrò il colpo decisivo a Marienburg in maniera tempestiva, dando il tempo agli avversari di potersi difendere nella propria roccaforte. Seppur celebrata come una delle battaglie più importanti del Basso Medioevo per le sorti dell'Europa orientale e strumentalizzata a posteriori in chiave nazionalistica, per William Urban il risultato della battaglia di Grunwald non dovrebbe stupire né essere enfatizzato oltremodo, in quanto la crisi dei teutonici si profilava all'orizzonte da tempo ed era chiaro che, anche in assenza della battaglia, l'equilibrio di potere nell'Europa orientale sarebbe passato in mano all'alleanza polacco-lituana.

#### Ultimi anni del conflitto

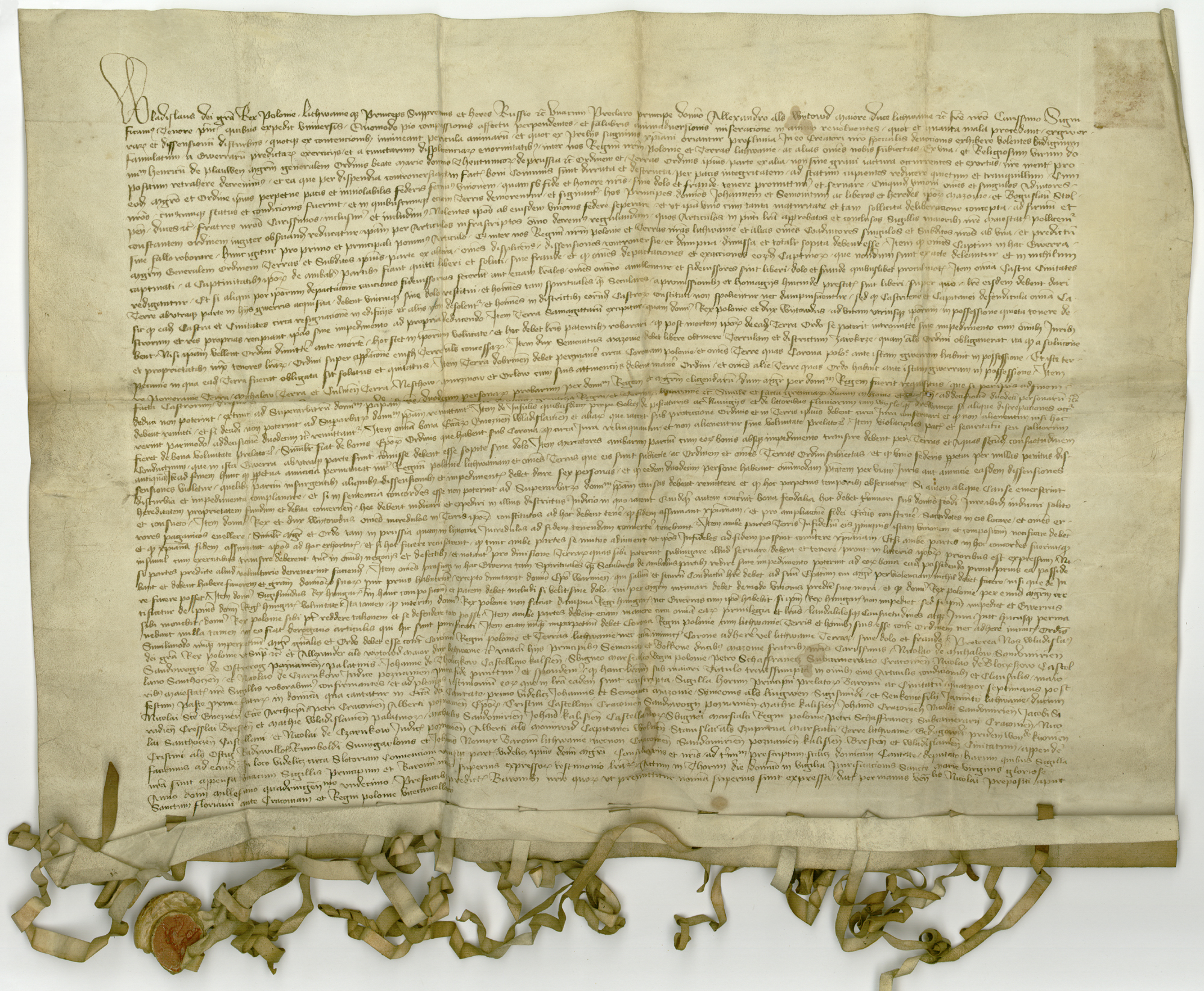
La versione originale del trattato di Toruń del 1411

Con il trattato di Toruń del 1411, che poneva fine alla guerra, l'Ordine teutonico dovette rinunciare alla Samogizia, oltre a dover effettuare ingenti risarcimenti (44 000 libbre d'argento) per ricostruire le fortificazioni rase al suolo. Inoltre, lo Stato monastico rinunciava a effettuare nuove incursioni in Lituania, nel frattempo ampiamente convertitasi al cristianesimo a causa dell'influenza polacca. I teutonici riuscirono comunque, grazie a Sigismondo d'Ungheria, a ottenere condizioni meno gravose del previsto. Proprio per via degli effetti dirompenti causati dalla sconfitta dei tedeschi, alcuni autori considerano conclusa la crociata dopo la battaglia di Grunwald.
Il nuovo hochmeister Heinrich von Plauen si trovò a gestire una situazione davvero complicata. Dopo la partenza dell'esercito polacco e lituano dalla Prussia, egli doveva riorganizzare l'economia distrutta e l'agricoltura compromessa anche da raccolti infelici, l'esercito demoralizzato e privo di ufficiali e persuadere i principali governanti d'Europa che lo Stato monastico era ancora una grande potenza. Plauen si convinse della necessità che ciò passasse da una vittoria militare, inimicandosi i suoi immediati subordinati e i commercianti, più propensi alla pace. Quando il gran maestro comandò di tenersi pronti a colpire la Polonia, si verificarono casi di insubordinazione e il suo stato cagionevole agevolò le condizioni che permisero la sua deposizione nel 1413. Il suo successore Michael Küchmeister von Sternberg, eletto in circostanze controverse, si rese conto dei limiti dello Stato monastico e provò a percorrere una politica pacifica con Cracovia. Avendo cambiato parzialmente idea, l'anziano Sternberg pianificò una strategia più sottile, quella di ricorrere a incursioni notturne in territorio polacco: ciò si rivelò tuttavia un fallimento. Desideroso di accontentare i nobili rimasti delusi dai termini della pace di Toruń, Ladislao II Jagellone sfruttò la goffaggine diplomatica e gli atteggiamenti ambigui di Küchmeister adducendoli come pretesto per neutralizzare i teutonici a difesa della Varmia, nell'ambito della guerra della fame del 1414, e consacrò definitivamente l'egemonia della Polonia.
A ciò seguirono tregue estese più volte da vari mediatori di conflitto e risultate estremamente costose per i teutonici, poiché indeboliti sia dalle guerre trascorse sia dai risarcimenti. Essi dovettero giustificare i propri assalti e condurre dispendiose trattative al Concilio di Costanza e in altre sedi, dove peraltro la delegazione della Samogizia li accusò pubblicamente della scelleratezza di portare ancora avanti una crociata contro una terra cristiana. La lesione della reputazione internazionale coincise con un'insostenibilità delle spese richieste in quegli anni, tanto che si dovettero operare dei tagli in campo bellico (un unicum se si pensa agli investimenti dello Stato monastico dei secoli precedenti). Solo nel 1422 i confini con la Lituania vennero infine stabiliti con il trattato di Melno: la demarcazione sarebbe rimasta invariata per secoli.

## Conseguenze

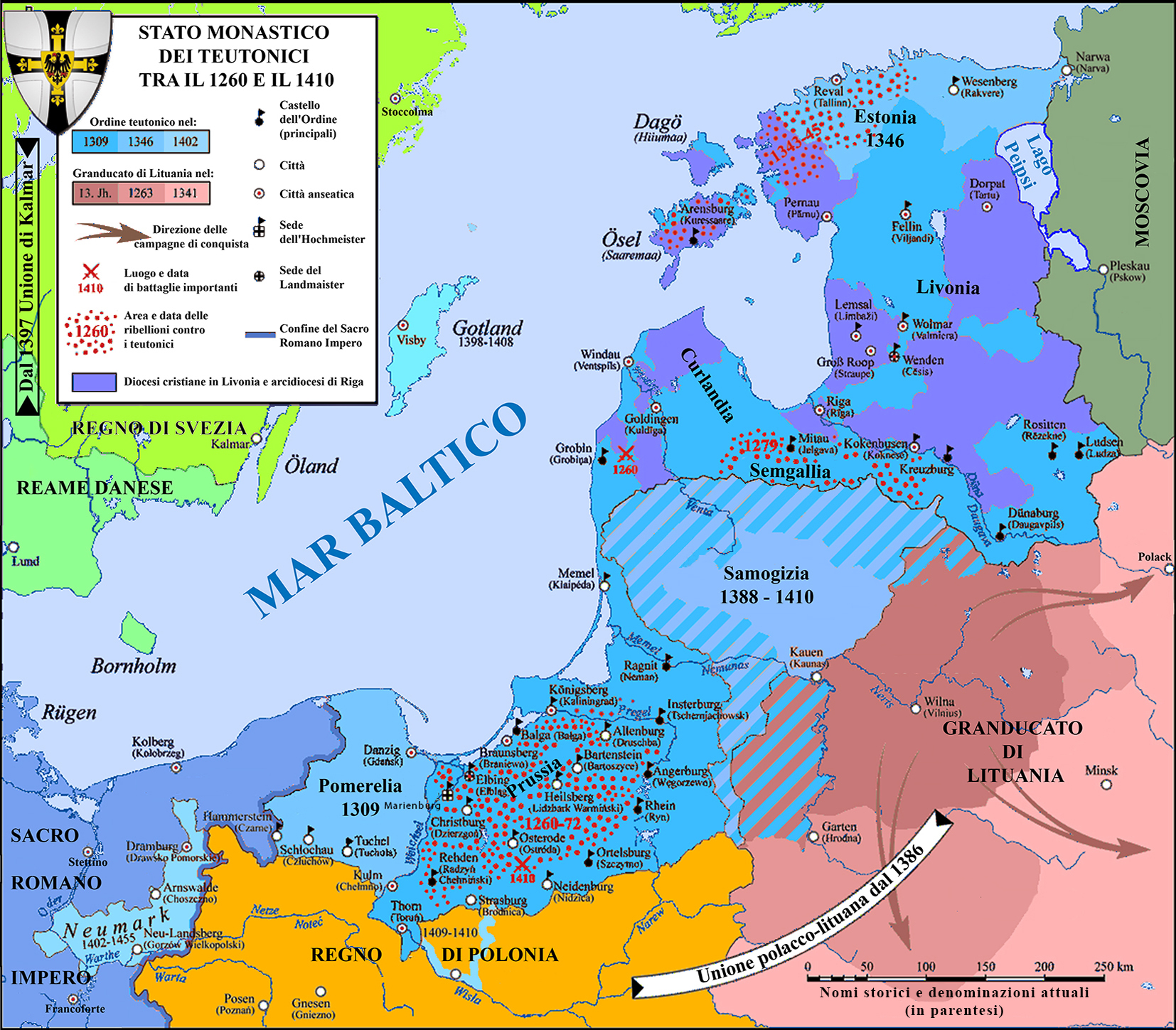
Evoluzione dei confini territoriali dell'Ordine teutonico (in azzurro) e dei suoi confini con il Granducato di Lituania dal 1308 al 1455 (in rosa)

La crociata lituana durò, secondo le ricostruzioni, dalla fine del XIII all'inizio del XV secolo, circostanza che la rende una delle guerre più lunghe ed estenuanti della storia europea. Alla fine delle lotte le compagini apparivano molto differenti rispetto a prima: la Lituania si trasformò da piccola realtà territoriale esposta ad attacchi stranieri a una potenza indiscussa dell'Europa orientale; la stessa sorte positiva poteva dirsi per la Polonia, vista nel XV secolo con una salda reputazione di Stato cristiano e stabile alle spalle. Invece, se all'inizio del Trecento lo Stato monastico era da classificare come una nazione emergente, a metà Quattrocento appariva già in declino costante, tanto che, a giudizio di William Urban, i Cavalieri teutonici avevano esaurito la loro utilità in Prussia con la fine del conflitto.

### Civili
(Wigand di Marburgo, Chronica nova Prutenica)
I resoconti di parte e la poca varietà di fonti rendono una vera e propria impresa la ricostruzione delle conseguenze demografiche e materiali della crociata lituana. Per ragioni logiche, le zone di confine dovettero risultare quelle più esposte alle lotte, anche per via della strategia perseguita da entrambe le parti di spopolare, depredare o allontanare i coloni nemici (nel 1333 si parla proprio del ricorso a rapinis et incendiis). Nelle opere dell'Ordine, le uniche coeve disponibili, non si tiene alcun conto dei civili uccisi durante le razzie, ragion per cui si può solo supporre che le rappresaglie risultarono comuni nel corso del conflitto. A titolo di esempio, le grandi incursioni del principe Davide di Hrodna nel 1332-1333, uno dei fedelissimi di Gediminas, causarono la morte o la cattura di 4 000 persone in Estonia (5 000 secondo il cronista Nicolaus von Jeroschin), 10 000 (o 9 000) a Dobrzyń e 2 000 in Masovia. In alcuni casi, i numeri lasciano spazio alle più disparate ipotesi in merito alla loro affidabilità. Si pensi alla campagna del 1331 compiuta dal landmeister Eberhard von Monheim, che avrebbe imperversato in Samogizia uccidendo 500 pagani tra soldati e civili al sorprendente prezzo di soli due nativi ingaggiati tra le file dei crociati e 40 fanti. Con uno sguardo a un'epoca successiva, si riferisce che Kęstutis avrebbe fatto prigioniere 2 000 persone nel 1352, 500 nel 1353 e 900 nel 1376, ma si tratta di cifre sulla cui accuratezza è possibile solo compiere delle speculazioni. Rowell invita alla massima prudenza e a trattenersi dal tentativo di giudicare realistici i dati relativi a civili e militari. Per spiegare il fenomeno, l'autore ricorre al paradosso che si genera quando, durante la prima metà del XIV secolo, si soleva indicare come cifra base impegnata nelle incursioni quella di 200 Cavalieri, malgrado, sempre in quello stesso momento storico, se ne contassero al massimo 600 attivi in Prussia.

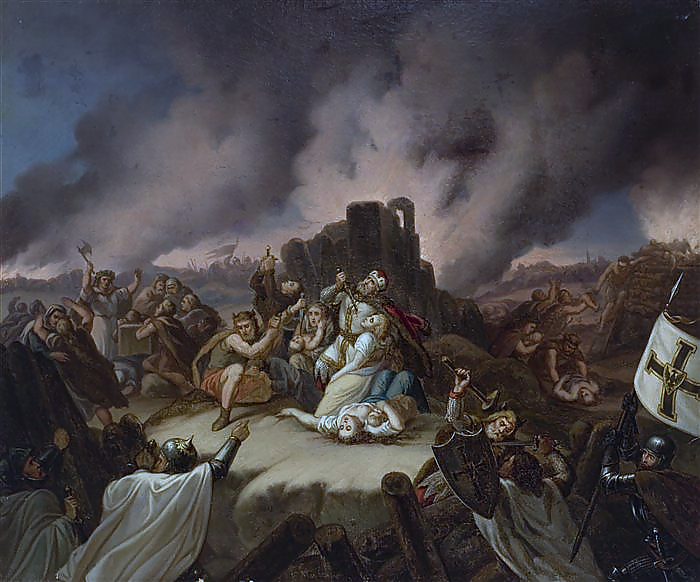
Il duca Margiris difende Pilėnai dall'Ordine teutonico in un'opera di Władysław Majeranowski (1817-1874). L'episodio del suicidio di massa dei lituani fu romanzato in chiave patriottica durante il risveglio nazionale

Poiché i villaggi di confine erano abitati perlopiù da contadini, è verosimile ritenere che tale ceto soffrì più di altri la guerra. Coloro che vivevano in zone suscettibili di attacchi dovettero imparare a convivere con questo fenomeno. Donne e bambini rischiavano la servitù o, peggio ancora, la schiavitù, mentre i maschi in età adulta la morte o, più spesso, la prigionia, considerando che una persona da viva poteva ancora avere valore negoziale o una propria utilità. Tutto ciò non veniva percepito come immorale per la società dell'epoca. La scelta di abbandonare i catturati al seguito avveniva quando, giocoforza, bisognava rinunciarvi per motivi legati alla velocità di marcia. Rientra in quest'ultima categoria la scelta operata, nel 1311, dal comandante Gebhard von Mansfeld, che sacrificò i suoi prigionieri e il bestiame perché era troppo gravoso difenderli (forse si trattò di una rappresaglia per la cattura di 500 persone eseguita da Vytenis nello stesso anno). Un singolare episodio di compassione si verificò nel 1329, quando il re Giovanni I di Boemia non volle uccidere 6 000 Samogiti arresisi e convertitisi a Medewage, sovvertendo così la prassi delle esecuzioni su vasta scala. Suggestivo, ma dibattuto a livello storiografico, appare il resoconto della conquista di Pilėnai del 1336, quando non essendoci altra soluzione e non volendo vivere in catene, almeno un centinaio di Lituani tra contadini e mercanti si tolse la vita nel castello. Analizzando la vicenda, si intuisce che la paura dei massacri non era scomparsa del tutto nelle fasi finali: lo conferma il caso del 1377, quando, durante il rigido inverno di quell'anno e considerate le circostanze, il comandante di Balga trucidò i 200 catturati che lo rallentavano e preferì optare per il recupero dei 100 cavalli e dei 1 000 bovini al seguito. Anche tra il 1390 e il 1400 si segnalano casi simili.
La presenza di comandanti di frontiera e castellani zelanti o di bande di guerriglieri indigeni (latrunculi), autorizzate tacitamente ad agire dall'Ordine, complicò ancor di più la condizione di chi viveva nelle zone esposte al conflitto. Lo scopo indiretto appariva quello di arrestare il grande fenomeno migratorio che interessò varie popolazioni autoctone, le quali preferirono spostarsi nel Granducato piuttosto che accettare la sovranità dello Stato monastico, forse temendo di subire angherie per via della loro etnia o vecchia fede. Si stima lo spostamento di massa di almeno 5 000 nativi tra Prussiani, Scaloviani e Jatvingi, ma il numero potrebbe essere anche superiore.

### Politiche

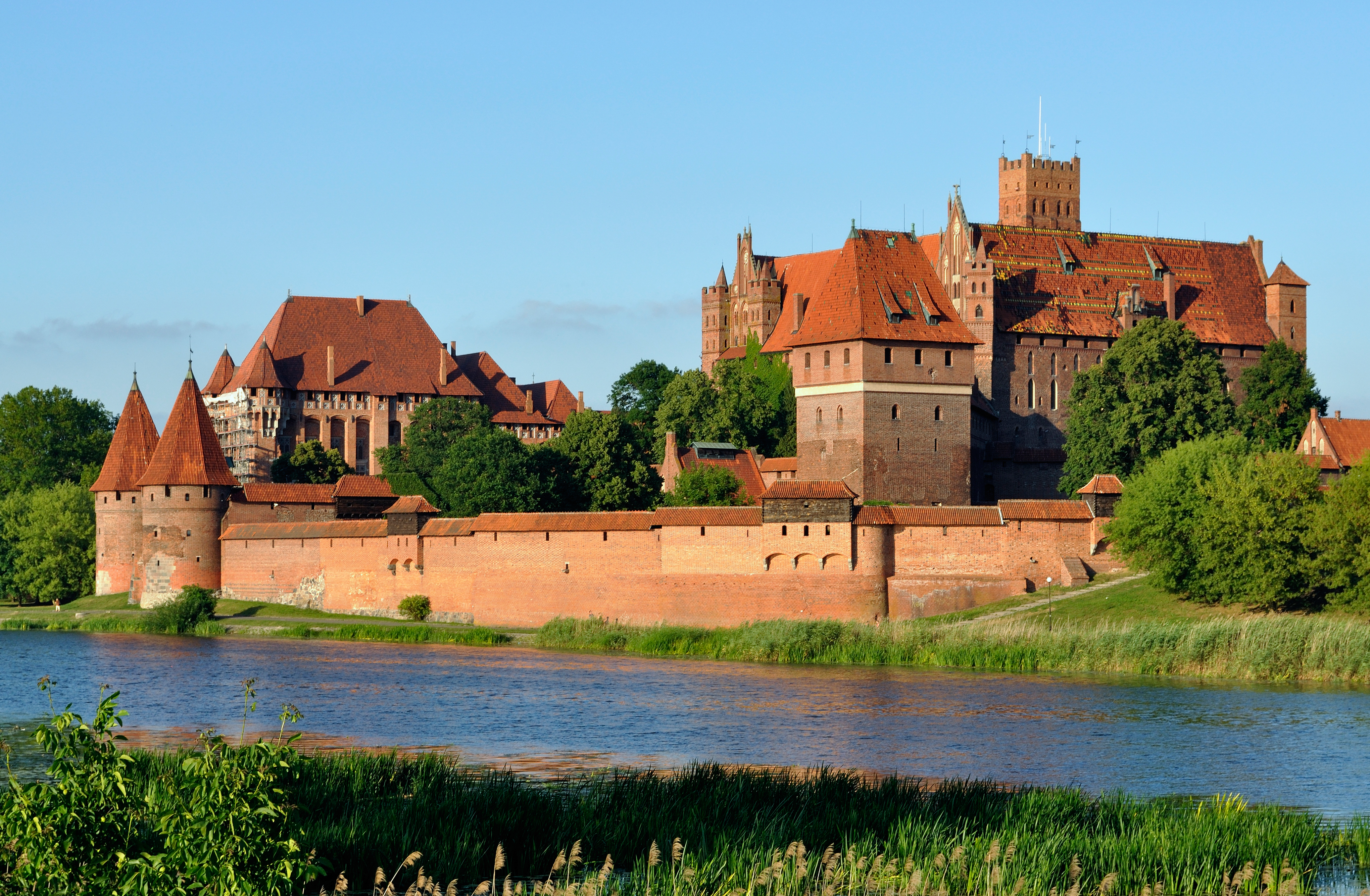
Il castello di Marienburg (oggi Malbork), situato nella città che fu capitale e centro amministrativo dello Stato monastico dei Cavalieri teutonici dal 1308 al 1454

Le conseguenze politiche per l'Ordine furono notevoli e durature. A livello amministrativo fioccarono divisioni tra fazioni provenienti dalla Germania settentrionale e Renania che minarono dall'interno la già fragile potenza teutonica. La capacità di assumere decisioni in contesti difficili e la disciplina che un tempo erano state l'orgoglio dell'Ordine erano scomparse. La comunità religiosa rimaneva sulla difensiva, incapace di prevalere con la forza delle armi o con l'esortazione morale e desiderosa di evitare una seconda Grunwald. Stando a William Urban, la risposta ai problemi dello Stato monastico avrebbe dovuto passare per «la pace, la ricostruzione del benessere finanziario dello stato e [la ricerca di] una nuova missione militare che avrebbe tenuto i Cavalieri occupati, gratificandoli spiritualmente», oltre che per una serie di riforme volte a rendere più florida la situazione erariale. All'asfissiante bisogno di denaro si rimediò invece in modo austero, innalzando le imposte: non potendo più addurre la motivazione di guerre in corso al fine d'introdurre ulteriori tasse, nobili e borghesi rifiutarono di ascoltare qualunque proposta relativa a nuove gabelle. Al cattivo governo si affiancarono anche la malagiustizia, che si estrinsecava in scarsa equità ed efficienza, e un clima tale da far sentire i castellani e marescialli in diritto di disobbedire alle disposizioni imposte dai loro superiori, tenuto conto dell'effimera permanenza alle cariche apicali di questi ultimi.
In seconda battuta si diffuse un senso di rassegnazione: le sconfitte si ritenevano una punizione divina per la deprecabile moralità del popolo e dell'incapacità dei governanti di mantenere i loro voti religiosi. La perdita di fascino delle crociate coincise con il venir meno del piacere dell'avventura e della ricerca della fama che contraddistinguevano i tratti tipici della cavalleria del XIV secolo, in quanto le persone non ritenevano più le guerre sacre un mezzo idoneo a guadagnare la salvezza. I nemici non erano più delle tribù ma imperi ben organizzati, e la vittoria non era raggiungibile né con lunghe campagne né tantomeno nel corso di una singola reise. Non essendoci più lo stimolo, né le condizioni pregresse, compiere incursioni in Lituania rappresentava un'utopia e, considerata la conversione dei baltici, anche un anacronismo.
La Lituania, al contrario, stava vivendo il suo apogeo, ancor di più della Polonia dopo la vittoria contro i teutonici, ma dalla pace di Melno del 1422 emersero delle increspature nei rapporti bilaterali così come delineati dall'Unione di Horodło del 1413. Con la Samogizia e il corso del Nemunas di nuovo in sua mano, Vitoldo coltivò grandi progetti di espansione verso l'Est europeo, spegnendo ogni preoccupazione per il vecchio e atavico nemico dopo aver siglato una pace duratura. L'interesse per le campagne in terre che sembravano ricche di maggiori opportunità si rivelò tale da spingerlo anche a effettuare delle concessioni territoriali (pur d'ignorare lo Stato monastico), incluso, quanto a lungo conteso alla foce del Nemunas, il castello di Klaipėda e il porto. La Polonia, invece, lasciò trapelare aperta insoddisfazione a seguito della pace di Melno, considerata la volontà di ripristinare la sua autorità su molte più terre rimaste in mano al suo bellicoso vicino. La falsa speranza di poter contare, in caso di eventuale prosecuzione delle lotte, sul sostegno del Granducato rimase solo una pia illusione. Nei fatti, le relazioni bilaterali tra Vilnius e Cracovia affrontarono una grave increspatura quando scoppiò una disputa sul destino di Lubicz, un insediamento fortificato e dal grande valore strategico sul confine polacco-prussiano. Chiamato a fare da arbitro, Vitoldo appoggiò non suo cugino ma l'Ordine teutonico. Il conflitto che sorse nel 1425 tra Vitoldo e Ladislao II per tale questione, invero dalla portata abbastanza limitata, ben dimostrava come ormai Polonia e Lituania erano sufficientemente forti da non considerare più lo Stato monastico un concreto pericolo e da poter sottrarre ai teutonici quanto perduto in precedenza.

### Religiose

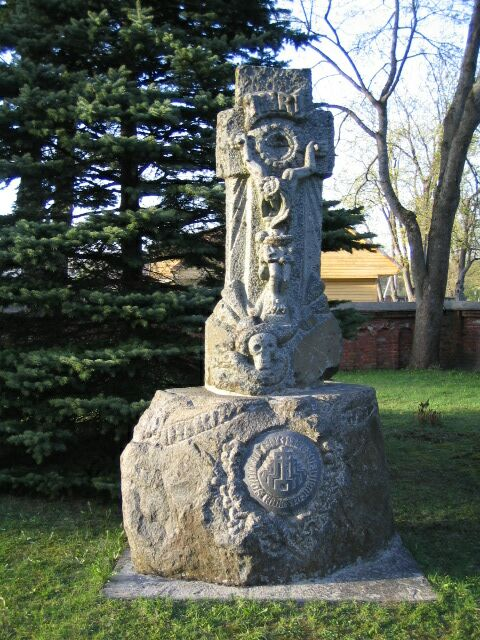
Scultura conservata nei pressi della chiesa di San Giovanni Battista a Plungė che commemora la conversione della Lituania al cristianesimo

Subito dopo la conversione di Ladislao II Jagellone, si adottò una serie di provvedimenti volti a favorire l'insediamento di chierici sul suolo lituano. L'ordine religioso preferito per le operazioni di conversione che avrebbero dovuto avere luogo rimaneva quello dei francescani, in virtù della loro maggiore tolleranza dei non cristiani e della loro lettura in chiave pacifica delle Sacre Scritture. Non a caso, il primo arcivescovo di Vilnius, proveniente dalla Polonia, era un francescano e, simbolicamente, la cattedrale da cui operò fu costruita sulle rovine di un vecchio tempio pagano. Nonostante le iniziative, le fonti cattoliche non registrano un significativo numero di convertiti tra il 1385 e il 1387. È evidente che la transizione dovette richiedere tempo, probabilmente anche per via della facile associazione del cattolicesimo allo Stato monastico dei teutonici. Assorbito com'era dalla politica interna ed estera, Ladislao supervisionò ben poco quanto stava avvenendo in campo religioso nel Granducato. La Chiesa seppe comunque sopperire al lassismo agendo con grande capacità, come testimoniava il legato Giovanni Manco nel 1390 dopo una sua visita a Vilnius. Prima della firma del trattato di Toruń, l'abbandono del paganesimo da parte del Granducato poteva considerarsi in una fase abbastanza avanzata, anche per via dell'afflusso dei coloni e della presenza già affermata degli ortodossi. Anche la costruzione di chiese ebbe un impatto non trascurabile, essendo stata tra l'altro fortemente caldeggiata da Ladislao e Vitoldo in prima persona (il 90% dei nuovi luoghi di preghiera edificato tra il 1387 e il 1430 si doveva a una loro iniziativa o a quella dei loro congiunti). L'eccezione a questo processo rimaneva la Samogizia.
All'esito della crociata si provò ad accelerare la cristianizzazione della Samogizia, con il battesimo di massa dei Lituani occidentali iniziato solo un quarto di secolo dopo quello dei sovrani e degli abitanti settentrionali del Granducato. Nel novembre 1413, Vitoldo e Ladislao II supervisionarono la somministrazione del primo sacramento ai Samogiti per una settimana presso i fiumi Nevėžis e Dubysa, impegnandosi anche in atti simbolici come il taglio e lo spegnimento di alberi e fuochi sacri. Tuttavia, all'azione missionaria di breve durata, avvenuta perlopiù a scopo propagandistico, non seguì la costituzione di una diocesi samogitica. Solo dopo un intervallo di tre anni, tramite l'intervento di chierici stranieri e un rigido ammonimento della curia, si compì per il battesimo in Samogizia il passo significativo creando, in data 24 ottobre 1417, la diocesi di Samogizia, a cui capo fu posto un arcivescovo di origini tedesche che si esprimeva anche in lituano.
Secondo il giudizio storiografico, alcuni valutano la conversione della Samogizia come un fenomeno autonomo avvenuto nell'anno 1417, cioè quando nacque la diocesi di Medininkai. Altri trattano invece l'accadimento in modo più ampio, ritenendolo una tappa integrale e finale del processo di cristianizzazione della Lituania che consentì il raggiungimento dell'unità religiosa. Ladislao II Jagellone e Vitoldo posero le basi di un'organizzazione della Chiesa cattolica, che rimasero come fondamento per i decenni a venire. A ogni modo, a differenza di altre regioni storiche, il paganesimo si dimostrò difficile da stroncare in Samogizia, tanto che ancora si segnalavano dei non cristiani nel 1587.

## Organizzazione militare

### Esercito teutonico

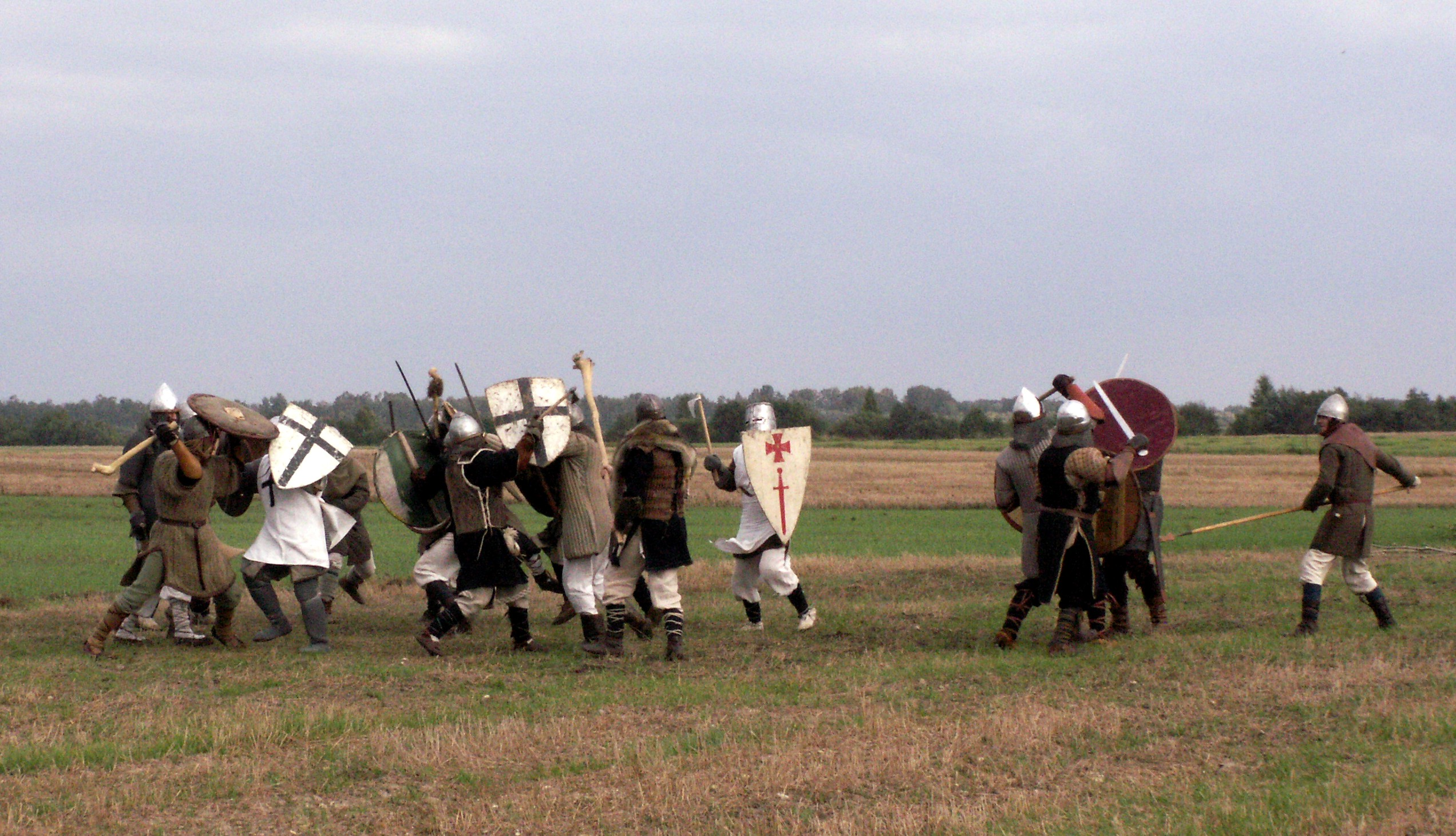
Rievocazione storica della crociata lituana presso Jauniūnai (contea di Vilnius)

Le armate teutoniche che attaccavano la Lituania erano ripartite, secondo le consuetudini europee del Basso Medioevo, in cavalieri, scudieri, fucilieri e lancieri, con le rispettive armature specifiche. La cavalleria pesante era una piccola frazione (7,5%), ma si rivelava assai efficace in battaglie campali.
Grazie al reclutamento di stranieri, diversi principi e il loro entourage, così come conti, cavalieri e scudieri parteciparono alle spedizioni di guerra in Prussia per l'"Heidenkampf", ossia la lotta ai pagani. L'Ordine teutonico seppe sfruttare appieno l'aumento non trascurabile del suo potenziale militare nell'interesse dei suoi obiettivi e incoraggiò quanto più possibile la partecipazione di reclute straniere vogliose di combattere. Sulla scia di un'usanza introdotta da Winrich von Kniprode verso il 1370, il gran maestro di turno soleva cenare a Marienburg alla cosiddetta "tavola d'onore" con i dodici cavalieri ospiti che più si erano distinti nelle campagne, in genere membri della nobiltà dell'Europa occidentale.
Benché un simile dato potrebbe contribuire a comprendere come mai si trascinarono tanto a lungo le lotte, il numero di partecipanti alle razzie (reise) resta comunque difficile da misurare con precisione. Pietro di Duisburg, Wigand di Marburgo o le lettere dei vescovi locali, disponibili come fonti, riferiscono soltanto delle stime e non un conteggio preciso. Pertanto, invece che sui numeri, bisogna accontentarsi delle espressioni "grande", "medio" e "piccolo" per ottenere la miglior descrizione delle campagne di turno, seppur assolutamente sommaria.
Il frequente contatto con l'Europa occidentale, sviluppatosi sempre più attraverso la Lega anseatica, consentì ai teutonici di restare sempre aggiornati dal punto di vista tecnologico ed edilizio (si pensi ai castelli), soprattutto in campo militare. Man mano che la guerra proseguiva si impose un nuovo congegno, che doveva generare una vera e propria rivoluzione: l'arma da fuoco. Oltre a macchine d'assedio, baliste, catapulte, arieti e torri d'assedio, si affermarono infatti i fucili a pietra focaia, che trovarono impiego già nel 1362, quando si effettuò l'assedio di Kaunas. Anche gli archi subirono un processo di miglioramento per tutto il corso del conflitto (i teutonici li assegnavano di tipo diverso a seconda del ceto e dell'esperienza di chi lo impugnava). Grazie al monopolio commerciale su beni ambiti come l'ambra, delle rotte commerciali tracciate nel periodo di massimo splendore con il Medio Oriente, i Balcani e la Grecia, e delle tasse e dei dazi doganali, l'Ordine spesso dispose di solide liquidità. Tuttavia, i venti cambiarono con l'arrivo delle sconfitte finali, essendo la reputazione scesa troppo in basso per attirare nuove reclute. Il numero dei Cavalieri diminuì col tempo: la popolazione europea si stava riprendendo lentamente dalla peste e pochi membri della nobiltà minore cercavano una vocazione religiosa. Il ricorso a mercenari, aumentati negli ultimi anni di lotta, finì per rivelarsi dispendioso e controproducente, in quanto gli uomini tendevano a disobbedire agli ordini e impedivano di concentrare le spese su altri settori. La manciata di frati cavalieri rimasti in Prussia serviva solo come ufficiali, supervisionando le truppe assoldate, le leve e gli specialisti militari come cannonieri, ingegneri e quartiermastri. Poiché il denaro scarseggiava, i Gran maestri preferivano spenderlo in mercenari e attrezzature piuttosto che in nobili a cavallo. I soldati (Sold in tedesco sta per paga) si dimostrarono disposti a fare campagne per tutto il tempo necessario, ma solo finché retribuiti.

### Tattiche dei crociati

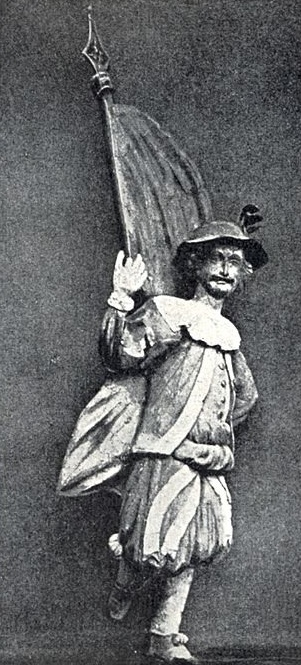
Statua di Hans von Sagan a Königsberg, personaggio leggendario distintosi nella battaglia di Rudau

Al fine di demarcare meglio il confine orientale, per scopi difensivi e per arrestare l'eventuale avanzata dei Lituani, prese piede sin dalla metà del XIII secolo il progetto di erigere delle roccaforti lungo i corsi d'acqua anche nei territori già controllati dall'Ordine. Una simile tattica era stata appresa dagli svedesi, i quali la adoperarono nelle loro lotte contro le forze moscovite. Le guarnigioni di stanza nei castelli contavano di solito meno di cento uomini, sostituiti regolarmente ogni mese. Gli occupanti lasciavano i propri presidi in concomitanza con le campagne effettuate in Lituania, organizzate a livello logistico e di approvvigionamenti con piani accurati. Da un punto di vista strategico, le costruzioni dell'Ordine rappresentavano una potenziale spina nel fianco per via della loro posizione, tanto che le località più temute dai Baltici erano Ragnit, Burg Splitter e Georgenburg.
Gli attacchi dei tedeschi e del loro seguito avvenivano secondo schemi sperimentati sul campo in Prussia. Da posizioni prestabilite, i cavalieri dell'Ordine si muovevano lungo i fiumi, agevolando l'approdo dei rifornimenti tramite chiatte cariche di grano, ma, nella Lituania interna, tale sistema si dimostrò inapplicabile, poiché i corsi d'acqua navigabili si alternavano alle paludi. Di conseguenza, tranne che nel mese di giugno, preferito perché non troppo caldo, i cavalieri dell'Ordine usavano pianificare le loro operazioni di attacco nei mesi invernali, malgrado il rischio di perturbazioni gelide. In queste condizioni il paesaggio paludoso rappresentava un rischio minore, perché ghiacciato, per chi viaggiava a cavallo. Inoltre, lo spazio di fuga dei Lituani, che prediligevano le imboscate in assenza della neve, veniva fortemente limitato, considerata la mancanza della copertura vegetale dei mesi estivi. Pertanto, il clima e le stagioni costituivano un fattore imprescindibile nella pianificazione delle campagne. Le spedizioni duravano perlopiù una trentina di giorni e, nel corso delle stesse, ci si assicurava sempre di poter portare con sé delle vettovaglie e il bottino acquisito. La rapidità restava essenziale: per questo, lo schema tradizionalmente seguito vedeva i combattimenti di giorno, il riposo di notte e lo spostamento il giorno seguente per non dare punti di riferimento. La conoscenza del territorio, imprescindibile fattore per una buona pianificazione, passò attraverso le descrizioni dei percorsi compiuti dai mercanti e dai razziatori, specie il numero di giorni di marcia necessari per ogni tappa del viaggio, così come altre informazioni utili per evitare di perdersi. Nelle occasioni in cui si ricorreva alla cavalleria pesante, questa attaccava in formazione. Un simile approccio, basato sulle esperienze tattiche apprese in Terra santa, si rivelò efficace anche nell'Europa nord-orientale a scapito dei Lituani. Perché si potesse applicare tale strategia, occorreva però che vi fossero le condizioni ideali, ovvero campi aperti o boschi radi. Siccome i Lituani appresero in fretta come evitare la devastante carica della cavalleria, si scelse di ricorrere a scudieri leggeri o a semplici servitori dell'Ordine che potessero eseguire delle azioni di agguato.
Constatata, a un certo punto dell'estenuante conflitto, l'impossibilità di poter soggiogare per intero la Lituania, i teutonici decisero di cambiare tattica e di darsi a una kleinkrieg, ovvero una guerra combattuta su scala minore. In virtù di siffatta premessa, gli scontri ebbero una portata meno roboante, lasciando lo spazio a sporadici assedi e feroci rappresaglie. Nel complesso, i cristiani intrapresero circa 300 campagne militari nel Granducato tra il 1305 e il 1409 rispetto alle circa 45 principali incursioni delle armate lituane nello Stato monastico.

### Esercito lituano
L'equipaggiamento generale dei combattenti lituani era costituito da spade, asce, giavellotti, frecce (i cui danni gli avversari cercarono di limitare ricorrendo a grandi scudi), mazze di legno, elmi leggeri e scudi di legno. L'utilizzo di giavellotti e slitte sul campo di battaglia viene testimoniato da resoconti di autori tedeschi, come anche la scelta di ricorrere a espedienti quali la distruzione di ponti o alberi al fine d'impedire l'avanzata dei teutonici nel corso delle campagne. Non si deve pensare che i Lituani non fossero aperti all'innovazione militare, avendo ad esempio fatto ricorso a fucili a pietra focaia e trabucchi, una sorta di catapulta, dopo la metà del Trecento. Il processo di ammodernamento tecnologico proseguì anche per i Baltici, come confermano le testimonianze secondo cui, negli anni 1380, essi utilizzarono delle bombarde. I granduchi della Lituania necessitavano spesso di combattenti vogliosi di fronteggiare Rus', Tartari, Polacchi, Tedeschi e Ungheresi. Tra i guerrieri maggiormente richiesti e rispettati figuravano i Samogiti, i più coinvolti dalla crociata lituana, tanto che una piccola parte di essi finì per riempire anche le file avversarie. Tuttavia, anche per i pagani il vantaggio offerto dai mercenari stranieri non sempre fu decisivo per le sorti degli scontri. Fu il granduca Algirdas a concepire il progetto di costituzione di un esercito sempre pronto all'azione, allo scopo di sottomettere in modo efficace le comunità orientali con cui era in lotta. Influenzati in questo soprattutto dai moscoviti, i Lituani riformarono le proprie armate, e rinnovarono l'apparato amministrativo e altri ambiti statali. Tra le novità cristallizzatesi rientrava l'introduzione delle insegne sul campo di battaglia, sconosciute ai Baltici e adottate in seguito anche dalle famiglie aristocratiche seguendo l'esempio occidentale.
Agli albori del Granducato, ciascun duca disponeva di una propria armata più o meno ampia e autonoma: le guerre civili avvenute verso la fine del Duecento ne costituiscono una chiara testimonianza. Quando lo Stato iniziò a centralizzarsi, ogni granduca poté disporre dei contingenti offerti da ognuno dei suoi sottoposti. Con il passare del tempo, anche i cavalieri fecero la loro comparsa negli eserciti, in un rapporto di proposizione, rispetto alla fanteria, di 1:10. Nella gerarchia feudale, abbastanza mal definita in Lituania, i guerrieri non di fanteria vantavano uno status speciale. Si trattava di un'aristocrazia militare minore, tutto sommato paragonabile al cavalierato dell'Alto Medioevo nell'Europa occidentale. Sovente, i guerrieri più abili o di rango elevato erano affiancati da servi per qualsiasi evenienza, i quali spesso erano mal equipaggiati e poco addestrati.
I Lituani preferivano agire con incursioni rapide piuttosto che dare luogo a stabili conquiste tramite grandi spedizioni militari, le quali in genere richiedevano pianificazioni accurate. Il fatto di disperdere anziché tenere uniti i combattenti sul campo di battaglia si rivelò una tattica svantaggiosa a livello difensivo. Ciò era dovuto però, più che a una strategia ben precisa, al fatto che le incursioni teutoniche avvenivano all'improvviso e non vi era tempo di cooperare in maniera più organizzata. Per questo motivo, ci si limitava a raggiungere postazioni difensive da cui poter provare a respingere gli assalitori (a titolo di esempio, se ne contavano almeno 110 in Lituania orientale).
Malgrado le fallacie dimostrate a livello strategico in varie occasioni, i Baltici riuscirono a estendere comunque i loro domini in fretta. La supremazia dei Lituani non fu però frutto delle sole operazioni militari e sarebbe riduttivo pensarlo: le ragioni del successo sono da rintracciare anche nella fitta rete di matrimoni combinati funzionali ad assimilare in fretta nuove popolazioni e nuove terre.

### Tattiche lituane

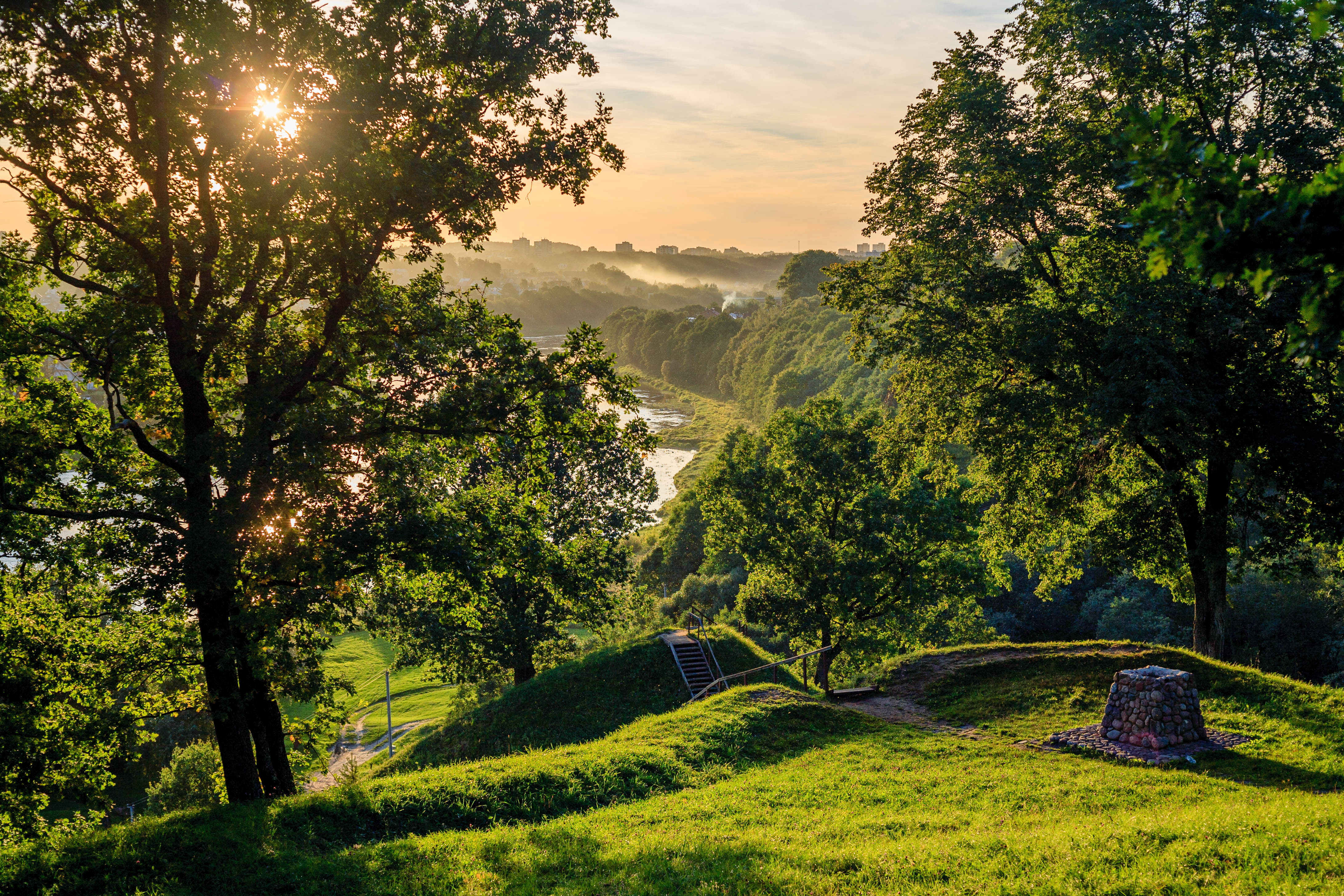
Fortezza di collina presso Alytus, nella Lituania meridionale. Oltre ad avere un fondamentale scopo militare già nel XII secolo, fu intorno a esse che iniziarono gradualmente a svilupparsi insediamenti urbani

Nelle battute iniziali del conflitto, la fanteria rappresentava il fulcro attorno a cui ruotavano gli assalti dei Lituani, preferendosi le lotte corpo a corpo. Tuttavia, a livello tattico, la tradizione dei duelli arcaici si rivelò alla lunga fatale nei confronti dei ben coordinati cavalieri avversari. Per ovviare al problema, vari comandanti lituani cominciarono ad affidarsi alla cavalleria leggera, in passato adoperata solo per il trasporto di approvvigionamenti da eseguire in tempi celeri. Alla fine del XIV secolo, i cavalieri dotati di armature in pelle o a maglia metallica e di armi leggere costituivano l'irrinunciabile unità impiegata nelle battaglie con gli eserciti dell'Ordine teutonico. Le formazioni equestri veloci lituane generalmente preferivano ricorrere ad attacchi veloci e mirati, attaccando le truppe o gli accampamenti avversari, e ritirandosi subito in caso di resistenza insuperabile, senza perciò impegnarsi in un lungo combattimento.
L'innovazione principale del conflitto riguardò la scelta di ricorrere alle fortezze di collina, le quali ospitavano guarnigioni di diversa dimensione: solo dopo la metà del Trecento scomparvero del tutto in favore dei castelli in pietra. Constatate le proprie difficoltà nel reperire gli stessi equipaggiamenti degli avversari, oltre che per via della mancanza di disciplina tattica da parte delle truppe lituane, dopo il 1370 si cercò di evitare quanto più possibile uno scontro su vaste proporzioni (l'unica eccezione risultò la battaglia di Grunwald del 1410).
Una delle conseguenze delle frequenti lotte tra le due compagini fu la creazione di una sorta di terra di nessuno larga quasi 160 km al confine tra Granducato e Stato monastico. La vegetazione prevalse sugli insediamenti antropici, quasi del tutto scomparsi, ma i Lituani impedirono la crescita di alberi di grossa dimensione sulle vaste colline, perché sarebbe stato estremamente semplice avvistare i tedeschi e prevenire attacchi a sorpresa osservandoli da altopiani spogli. Le vecchie fortezze lasciarono lo spazio a castelli in legno verso la metà del XIII secolo. In caso di manifesta superiorità, le sentinelle lituane di guardia nei castelli di legno più piccoli li incendiavano prima che i nemici si avvicinassero troppo e potessero impedire la fuga. Poiché un rifugio realizzato con i tronchi poteva essere ricostruito in pochi giorni o settimane, in genere non si trattava di una grande perdita, soprattutto perché la minaccia immediata permaneva per due o tre settimane al massimo. Spesso si preferiva gettarsi su terreni paludosi, dove la cavalleria pesante non riusciva a districarsi.

## Giudizio storiografico

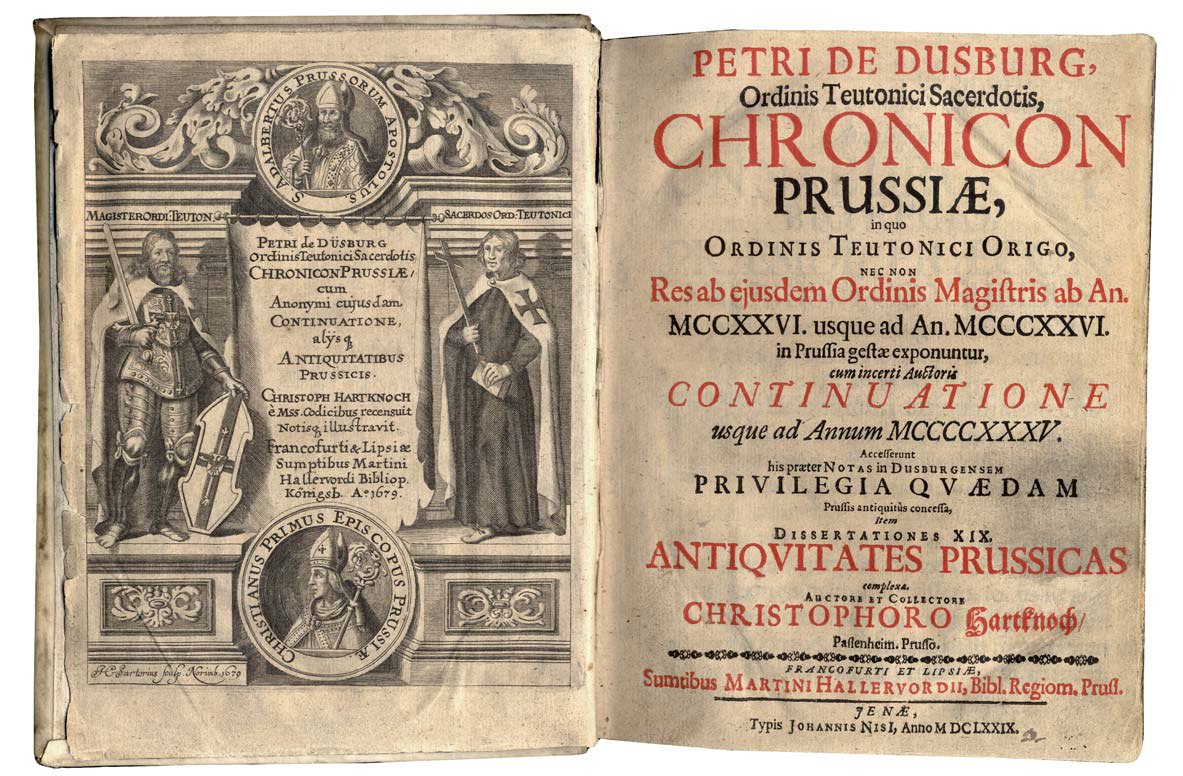
Titolo e frontespizio del Chronicon terrae Prussiae

La critica storiografica si è occupata degli eventi giungendo a conclusioni diverse sulla crociata lituana a seconda di fonti tedesche, lituane o polacche. Sul punto, Alan Murray è intervenuto facendo causticamente notare che «bisognerebbe resistere alla tentazione di riassumerla come una guerra tra il bene e il male». Il problema nasce forse anche dal materiale delle fonti primarie, difficile da interpretare a causa delle descrizioni distorte: si tendeva infatti a giustificare le proprie azioni e a infangare la reputazione nemica. Questi resoconti propagandistici emergono con chiarezza dagli scritti di Pietro di Duisburg del 1326 circa, come il Chronicon terrae Prussiae, che per secoli ha generato confusione nella ricerca storica sulle crociate. Per ragioni simili, molti scritti crociati coevi cominciarono a riferirsi semplicisticamente ai Lituani come "Saraceni" del nord, tentando di far leva sull'antico proclama con cui si sosteneva il bisogno di estendere le terre cristiane. Sin dalle Cronache di Enrico di Livonia, unico punto di riferimento degli eventi accaduti nei primi decenni del XIII secolo in merito alla crociata livoniana, a cui seguì quella lituana, le espressioni più frequenti per identificare gli autoctoni sono barbari, gentiles, neophyti, infideli, scismatici (più che altro riservati ai russi ortodossi), rustici vel incolae terrae e, più di ogni altra nello scritto di Enrico, pagani, anche dopo la conversione. L'adozione di tali terminologie diffuse nel resto del continente la sensazione che fosse giusto perseverare nella prosecuzione delle lotte, ma a mano a mano che si avvicinava il 1400 tramontavano sia gli ideali che avevano giustificato le crociate sia quelli di cavalleria. Pur essendo stato definito un conflitto di logoramento, quest'etichetta offre solo un'idea parziale di come esso fu condotto. Poiché durò oltre un secolo, nel corso del quale entrambe le fazioni divennero sempre più ricche e potenti, non si può dire che né l'Ordine né i Lituani abbiano raggiunto lo scopo del tipo di guerra sopraccitato. Delle schermaglie si registrarono praticamente quasi ogni anno dal 1283 al 1406, comportando un ingente dispendio di energie e denaro, il logorio della potenza avversaria e una continua sovrapposizione di atrocità e devastazioni.
In Germania, il conflitto fu in gran parte dimenticato o limitato alla disputa tra l'Ordine e il Regno di Polonia (è il caso della battaglia di Grunwald e dei trattati di Toruń). Annalisti come Wigand di Marburgo hanno reso tra l'altro più complicata la ricostruzione degli eventi, poiché spesso combinavano fatti accertati a testimonianze orali, folklore e racconti mitologici. Nei libri di storia di stampo ottocentesco e fino all'inizio del XX secolo, la crociata lituana veniva minimizzata e si raccontavano solo singoli episodi favorevoli o la costruzione di meravigliosi insediamenti divenuti disponibili per i coloni tedeschi. La minore risonanza potrebbe essere dovuta alla particolare violenza che contrassegnò il conflitto o forse, più realisticamente, agli svariati insuccessi riportati nella lotta contro il Granducato. A giudizio di William Urban, solo le analisi moderne, compiute in modo più attento e maggiormente fiduciose dei risultati archeologici, hanno permesso agli storici di eliminare dai loro lavori il retropensiero politico presente fino alla fine degli anni Sessanta. Il concetto espresso dallo studioso valeva per tutte le fazioni coinvolte nella crociata.
Il conflitto è percepito in modo diametralmente opposto nell'odierna Lituania. Soprattutto per via degli ultimi travagliati secoli di storia vissuti dal Paese baltico, il Basso Medioevo è percepito come l'"età dell'oro" della Lituania. Il riferimento è, in particolare, alle numerose conquiste effettuate a est nel XIV secolo e alla vittoria riportata nella crociata ai danni dei Cavalieri teutonici nel primo decennio del XV secolo. Durante il Medioevo, storici come Jan Długosz basavano il loro lavoro sulle cronache lituane: queste tre raccolte comprendono varie informazioni relative al Granducato ma, essendo tese a glorificare le origini dei Baltici, sono spesso considerate poco affidabili. La documentazione storiografica includeva anche le lettere personali dei sovrani lituani Gediminas, Algirdas e Vitoldo, spesso scritte in antico slavo ecclesiastico, tedesco o greco. Tali resoconti politici sono integrati da documenti culturali come quelli di Michalo Lituanus (De moribus tartarorum, lituanorum et moscorum) e Simonas Daukantas. Un'ulteriore esaltazione delle gesta della popolazione locale avviene da parte di scrittori della Samogizia, la regione più immersa nella guerra. Il ruolo della Polonia, indiretto in gran parte del conflitto ma decisivo nel finale, viene invece trascurato, malgrado la cronaca di Stanisław Sarnicki includa discussioni sulle crociate.

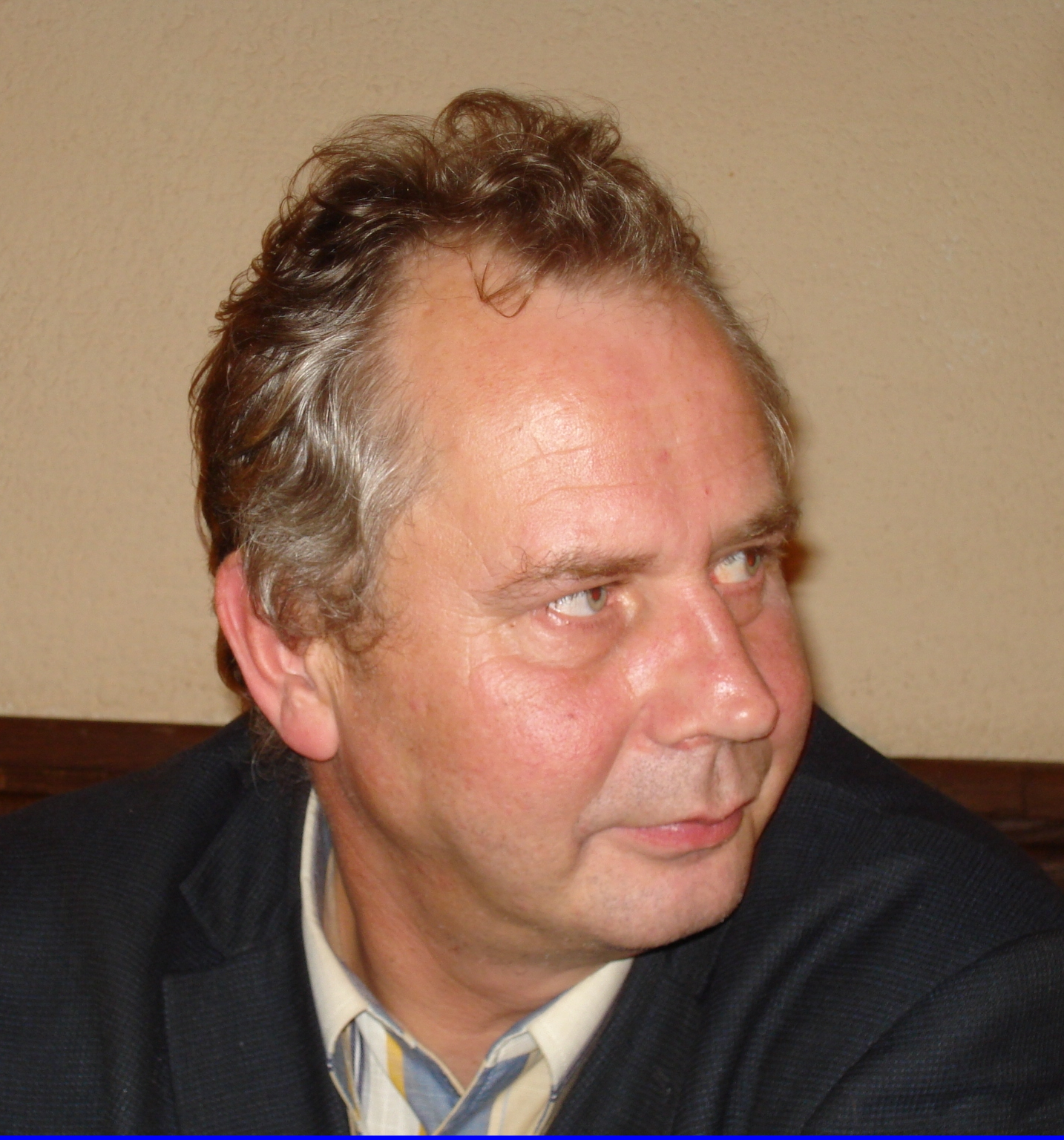
Lo storico lituano Alvydas Nikžentaitis

La moderna ricerca storica lituana è stata pesantemente influenzata dalla cultura e dalle restrizioni sovietiche fino a pochi decenni or sono. Uno studio lituano che gode di ottima reputazione curato da Edvardas Gudavičius, Kryžiaus karai Pabaltijyje ("Crociate nei Paesi baltici"), i cui contenuti erano stati scritti però in maniera tale da non subire la censura sovietica, minimizzava la capacità dei Lituani nel preservare la propria indipendenza e sopravvalutava il ruolo dei papi medievali nel dirigere le crociate del Nord. Dal canto loro, gli storici sovietici sostenevano spesso come il Granducato avesse tratto spunto per il suo sistema legale, finanziario, amministrativo e militare dalla Moscovia. Un ulteriore elemento riguardava il giudizio sui teutonici, malvisti da Polacchi e Lituani in vari frangenti del XIX e del XX secolo. Poiché anche durante la parentesi sovietica si incoraggiò l'equazione "Ordine teutonico=tutto ciò che è tedesco", eseguendo facili e anacronistici parallelismi tra i crimini nazisti e quelli dei cavalieri medievali, solo l'intervento di studiosi moderni ha consentito di rivalutare il contributo apportato dal gruppo cavalleresco in ambito artistico, economico, architettonico, amministrativo e culturale. L'affrettato paragone nasceva dall'errata convinzione avanzata da un filone storiografico che vedeva nelle crociate medievali in Europa orientale (e la conseguente migrazione di tedeschi, ebrei e polacchi riassunta con l'espressione Drang nach Osten) un primo esempio di imperialismo teutonico.
Lo studio dei medievalisti poté proseguire con nuova linfa dopo la caduta della cortina di ferro e la prima edizione dell'opera Lithuania Ascending di Stephen Rowell ha costituito un'autentica pietra miliare, gettando luce sul contesto politico e culturale delle crociate lituane. Da allora, si è tentato di focalizzarsi anche su altri aspetti, quali l'organizzazione militare dei due schieramenti tra età di mezzo ed era moderna e si sono susseguite indagini più approfondite in merito all'autenticità o meno delle promesse di conversione effettuate dai vari granduchi.

### Esplicative
1. ↑  Per approfondire vedi la sezione Periodizzazione.
2. ↑  Per Rowell, Norkus e Carpini Algirdas, per Christiansen Kęstutis.

### Bibliografiche
1. ↑  Stone, p. 5.
2. 1 2 3  Carpini (2007), p. 60.
3. 1 2 3 4  Christiansen, p. 165.
4. 1 2 3  Demurger, p. 271.
5. ↑  The Crusades: An Encyclopedia, William Urban, Baltic Crusades, pp. 147-150.
6. 1 2 3  (EN) Jonathan Riley-Smith, The Oxford History of the Crusades, OUP Oxford, 2002,  p. 273, ISBN 978-01-91-57927-1. URL consultato il 16 settembre 2020 (archiviato il 19 gennaio 2022).
7. ↑  The Crusades: An Encyclopedia, Rasa Mažeika, Lithuania, p. 733.
8. ↑  Christiansen, pp. 29, 49.
9. ↑  Rowell, pp. 73-75.
10. ↑  Christiansen, p. 109.
11. ↑  Christiansen, p. 62.
«La credenza che combattere l'infedele procurasse meriti spirituali era [...] antica».
12. ↑  Christiansen, p. 118.
«[La Cronaca rimata della Livonia] narra che perfino gli ordini mendicanti si sarebbero uniti ai monaci-cavalieri [...] nel 1255».
13. ↑  (EN) Alan V. Murray, The Clash of Cultures on the Medieval Baltic Frontier, Routledge, 2016,  p. 443, ISBN 978-13-51-89260-5. URL consultato il 19 gennaio 2022 (archiviato il 19 gennaio 2022).
14. ↑  Christiansen, p. 121.
15. 1 2 3  Carpini (2007), p. 181.
16. ↑  Christiansen, pp. 125-126.
17. 1 2  Christiansen, p. 126.
18. ↑  Kiaupa, p. 70.
19. 1 2 3 4  Urban (2006), p. 230.
20. ↑  Christiansen, p. 179.
21. 1 2  Urban (2018), p. XIV.
22. ↑  Murray (2017), p. 31.
23. ↑  Urban (2018), p. 69.
24. ↑  (EN) Christoph T. Maier, Preaching the Crusades: Mendicant Friars and the Cross in the Thirteenth Century, Cambridge University Press, 1998,  p. 51, ISBN 978-05-21-63873-9. URL consultato il 19 gennaio 2022 (archiviato il 19 gennaio 2022).
25. ↑  (EN) Tomas Baranauskas, Veliuona and the Lithuanian crusade, in Academia EDU, Lietuvai pagražinti draugija, 2007,  pp. 1-6. URL consultato il 16 maggio 2020 (archiviato il 17 settembre 2020).
26. ↑  Carpini (2007), pp. 25, 28.
27. ↑  Norkus, p. 59.
28. 1 2 3  Rowell, p. 52.
29. ↑  Christiansen, p. 169.
30. ↑  Urban (2006), p. 137.
31. 1 2 3 4  The Crusades: An Encyclopedia, William Urban, Baltic Crusades, p. 145.
32. 1 2  Christiansen, p. 171.
33. ↑  Carpini (2007), pp. 55-56.
34. 1 2 3 4  Carpini (2010), p. 79.
35. 1 2  Carpini (2007), p. 34.
36. ↑  Christiansen, pp. 169-170.
37. ↑  Carpini (2007), p. 51.
38. 1 2  Seward, p. 18.
39. ↑  Urban (2006), pp. 229-230.
40. ↑  Carpini (2007), p. 50.
41. 1 2 3  (EN) William Urban, Victims of the Baltic Crusade, in Journal of Baltic Studies, vol. 29, n. 3, Taylor & Francis, autunno 1998,  pp. 196-197. URL consultato il 25 settembre 2021 (archiviato il 25 settembre 2021).
42. ↑  Nicolle, p. 22.
43. ↑  Urban (2006), p. 136.
44. 1 2 3  Christiansen, p. 173.
45. 1 2  Carpini (2007), p. 26.
46. 1 2 3  Christiansen, p. 166.
47. 1 2  Turnbull, p. 14.
48. 1 2 3  Turnbull, p. 5.
49. ↑  (EN) Lithuanian crusade, su books.google.it (archiviato dall'url originale il 19 gennaio 2022)., p. 223.
50. ↑  Lock, p. 215.
51. 1 2 3 4 5 6  Urban (2006), p. 228.
52. ↑  Demurger, p. 243.
53. ↑  Urban (2006), pp. 227-228.
54. ↑  Kiaupa, p. 112.
55. 1 2  Murray (2017), p. 25.
56. ↑  Christiansen, pp. 173-174.
57. 1 2  Christiansen, p. 174.
58. ↑  Rowell, p. 56.
59. 1 2 3 4 5  Rowell, p. 243.
60. ↑  Von Jeroschin, p. 234.
61. ↑  Rowell, p. 57 (nota 28).
62. ↑  Urban (1989), p. 50.
63. ↑  Kiaupa, p. 113.
64. 1 2  Urban (2006), p. 231.
65. ↑  Urban (1989), pp. 53-54.
66. 1 2  Urban (1989), pp. 54-55.
67. ↑  Urban (2006), p. 243.
68. ↑  Rowell, p. 55.
69. ↑  Urban (2006), p. 244.
70. ↑  The Crusades: An Encyclopedia, Rasa Mažeika, Gediminas, p. 500.
71. ↑  Carpini (2007), p. 39.
72. 1 2 3 4  Urban (2006), p. 247.
73. 1 2  Rowell, p. 206.
74. ↑  Christiansen, pp. 181-182.
75. ↑  Urban (2006), p. 204.
76. 1 2 3  Christiansen, p. 190.
77. 1 2 3 4 5 6  Rowell, p. 246.
78. ↑  Christiansen, pp. 184-185.
79. 1 2  Urban (2006), pp. 186-187.
80. ↑  Rowell, p. 134.
81. ↑  Kiaupa, p. 102.
82. ↑  Rowell, p. 255.
83. ↑  Urban (1989), p. 100.
84. ↑  (EN) Aleksander Pluskowski, The Archaeology of the Prussian Crusade: Holy War and Colonisation, Routledge, 2013,  p. 369, ISBN 978-11-36-16281-7.
85. ↑  Rowell, p. 270.
86. 1 2 3  Carpini (2010), p. 75.
87. ↑  Rowell, pp. 66-67.
88. ↑  Rowell, pp. 283-285.
89. 1 2 3 4  Christiansen, p. 192.
90. 1 2  Seward, pp. 119-120.
91. ↑  The Crusades: An Encyclopedia, William Urban, Baltic Crusades, p. 148.
92. 1 2 3  Seward, p. 121.
93. 1 2 3  Carpini (2007), p. 37.
94. 1 2  Christiansen, p. 193.
95. 1 2  Urban (1989), p. 144.
96. ↑  Rowell, p. 199.
97. ↑  Norkus, p. 233.
98. ↑  Carpini (2007), pp. 37-38.
99. ↑  Carpini (2007), p. 38, 183.
100. ↑  Carpini (2007), p. 183.
101. ↑  Kiaupa, p. 123.
102. 1 2  The Crusades: An Encyclopedia, Rasa Mažeika, Lithuania, p. 738.
103. 1 2  Christiansen, p. 205.
104. 1 2 3 4 5 6  Urban (2006), p. 255.
105. ↑  Carpini (2007), pp. 51-52.
106. ↑  Kiaupa, p. 125.
107. ↑  Carpini (2010), p. 76.
108. 1 2  Christiansen, p. 194.
109. ↑  Frost, p. 30.
110. 1 2  Carpini (2010), p. 78.
111. ↑  Kiaupienė, p. 130.
112. 1 2  Frost, p. 56.
113. ↑  Urban (2018), p. 65.
114. 1 2 3  Murray (2017), p. 21.
115. 1 2  Urban (1989), p. 228.
116. ↑  Carpini (2010), p. 74.
117. ↑  Urban (2018), p. 70.
118. ↑  Frost, p. 123.
119. ↑  (EN) Paul Milliman, 'The Slippery Memory of Men': The Place of Pomerania in the Medieval Kingdom of Poland, Brill, 2013,  p. 255, ISBN 978-90-04-18274-5. URL consultato il 16 settembre 2020 (archiviato il 19 gennaio 2022).
120. ↑  (EN) Victor Mallia-Milanes, The Military Orders Volume III: History and Heritage, Routledge, 2017,  p. 34, ISBN 978-13-51-54252-4.
121. ↑  Urban (2018), pp. 85-86.
122. ↑  Urban (2006), p. 275.
123. ↑  Carpini (2007), p. 56.
124. ↑  Demurger, p. 275.
125. ↑  Urban (2006), p. 276.
126. 1 2 3  Urban (2006), p. 277.
127. 1 2  The Crusades: An Encyclopedia, William Urban, Baltic Crusade, p. 150.
128. ↑  Urban (2018), p. 82.
129. ↑  Urban (2018), p. 133.
130. ↑  Urban (2018), pp. 224-226.
131. 1 2  Urban (2018), p. 101.
132. ↑  Urban (2018), pp. 101-102.
133. 1 2   Luca Stefano Cristini, La battaglia di Tannenberg 1410, Soldiershop Publishing, 2016,  pp. 35-36, ISBN 978-88-93-27027-4. URL consultato il 16 settembre 2020 (archiviato il 29 ottobre 2021).
134. ↑  Urban (2018), pp. 230-231.
135. ↑  Kiaupienė, p. 139.
136. ↑  Urban (2006), p. 282.
137. ↑  The Crusades: An Encyclopedia, William Urban, Baltic Crusades.
138. ↑  (EN) Anita J. Prazmowska, History of Poland, 2ª ed., Palgrave Macmillan, 2011, ISBN 978-0-230-25236-3, OCLC 930059239. URL consultato il 28 gennaio 2020.
139. ↑  Demurger, p. 276.
140. ↑  The Crusades: An Encyclopedia, Sven Ekdahl, Tannenberg, Battle of (1410).
141. 1 2  Urban (2006), p. 283.
142. 1 2  Urban (2018), pp. 287-290.
143. 1 2 3 4 5  Murray (2017), p. 64.
144. ↑  Seward, p. 126.
145. ↑  Urban (2006), pp. 320-321.
146. 1 2  Demurger, p. 281.
147. 1 2 3 4  Seward, p. 127.
148. ↑  Demurger, p. 277.
149. 1 2 3 4  Urban (2006), p. 321.
150. ↑  Kiaupienė, p. 142.
151. ↑  Demurger, pp. 277-278.
152. ↑  Carpini (2007), p. 58.
153. ↑  Carpini (2010), p. 81.
154. ↑  The Crusades: An Encyclopedia, Rasa Mažeika, Memel, p. 820.
155. 1 2  Kiaupienė, pp. 141-142.
156. ↑  Urban (2006), p. 327.
157. 1 2 3  Christiansen, pp. 205-206.
158. 1 2  Rowell, p. 245.
159. 1 2  Christiansen, p. 206.
160. ↑  Von Jeroschin, p. 277.
161. 1 2  Von Jeroschin, p. 278.
162. 1 2  Rowell, p. 253.
163. 1 2 3 4  The Crusades: An Encyclopedia, Rasa Mažeika, Lithuania, p. 737.
164. 1 2  Urban (2006), p. 229.
165. ↑  Von Jeroschin, p. 259.
166. ↑  Urban (1989), p. 52.
167. ↑  Von Jeroschin, p. 289.
168. ↑  The Crusades: An Encyclopedia, Karl Borchardt, John of Luxembourg (1296-1346), p. 693.
169. ↑  Christiansen, pp. 204-205.
170. 1 2  Kiaupa, p. 92.
171. ↑  Christiansen, p. 272.
172. ↑  Urban (2006), p. 323.
173. ↑  Seward, pp. 126-127.
174. ↑  Urban (2006), pp. 321-322.
175. ↑  Urban (2006), p. 322.
176. ↑  Christiansen, p. 306.
177. 1 2  The Crusades: An Encyclopedia, William Urban, Baltic Crusades, p. 151.
178. ↑  Urban (2006), p. 325.
179. ↑  Christiansen, p. 278.
180. 1 2 3 4 5  Kiaupienė, pp. 155-156.
181. ↑  Frost, p. 114.
182. ↑  Stone, p. 11.
183. ↑  The Crusades: An Encyclopedia, Tomas Baranauskas, Vytautas (d. 1430), p. 1238.
184. 1 2  Urban (2006), p. 264.
185. ↑  Murray (2017), p. 280.
186. ↑  Kiaupa, p. 96.
187. 1 2  (EN) Darius Baronas, Christians in late pagan, and pagans in early Christian Lithuania: the Fourteenth and Fifteenth centuries (PDF), in Lithuanian historical studies, vol. 19, 2014,  pp. 51-81, ISSN 1392-2343 (WC · ACNP). URL consultato il 9 novembre 2021 (archiviato il 9 novembre 2021).
188. ↑  Carpini (2007), p. 61.
189. 1 2 3  Kiaupienė, pp. 145-147.
190. ↑  Carpini (2007), p. 57.
191. ↑  Carpini (2007), p. 59.
192. ↑  The Crusade: An Encyclopedia, William Urban, Samogitia, p. 1069.
193. ↑  Kiaupa, p. 97.
194. ↑  Nicolle, pp. 30-31.
195. 1 2 3  Nicholson, p. 121.
196. ↑  Nicolle, pp. 49, 51.
197. ↑  Rowell, p. 261.
198. ↑  Murray (2017), p. 23.
199. 1 2 3  Demurger, p. 272.
200. ↑  Rowell, p. 231.
201. ↑  Demurger, p. 273.
202. 1 2  Von Jeroschin, p. 19.
203. 1 2  Nicolle, p. 41.
204. 1 2  Nicholson, p. 120.
205. 1 2  Turnbull, p. 50.
206. ↑  Nicolle, p. 42.
207. ↑  Christiansen, p. 244.
208. ↑  Nicolle, p. 19.
209. ↑  Urban (2006), pp. 323-325.
210. ↑  Urban (2006), pp. 323-324.
211. 1 2 3  Urban (2006), p. 324.
212. ↑  Turnbull, p. 23.
213. ↑  Murray (2017), p. 204.
214. 1 2  Rowell, pp. 244-245.
215. ↑  Urban (2018), pp. 90-91.
216. 1 2  Nicolle, p. 45.
217. 1 2  Seward, p. 119.
218. ↑  Demurger, pp. 272-273.
219. ↑  Nicolle, p. 61.
220. 1 2  Urban (2006), p. 159.
221. 1 2  Christiansen, p. 200.
222. ↑  Christiansen, pp. 200-201.
223. 1 2  Urban (2006), p. 241.
224. ↑  Nicolle, p. 50.
225. ↑  (EN) Constantine Rudyard Jurgėla, History of the Lithuanian Nation, Lithuanian Cultural Institute, Historical Research Sect., 1948,  p. 92. URL consultato il 19 gennaio 2022 (archiviato il 19 gennaio 2022).
«The Teutons were by that time convinced of their inability to conquer Lithuania in one great crusade, and they changed their tactics into a Kleinkrieg. Since then, small German detachments made frequent sudden incursions»
226. 1 2 3 4 5 6 7 8 9  (EN) Alvydas Nikzentaitis, Changes in the organization and tactics of the Lithuanian Army in the 13th, 14th and the first half of the 15th century (PDF), in Fasciculi Archaeologiae Historicae, 1994,  pp. 45-53, ISSN 0860-0007 (WC · ACNP). URL consultato il 12 giugno 2021 (archiviato il 12 giugno 2021).
227. ↑  Nicolle, p. 49.
228. ↑  Norkus, p. 52.
229. ↑  (EN) Grand Duchy of Lithuania, su Enciclopedia Britannica. URL consultato il 12 giugno 2021 (archiviato il 2 gennaio 2020).
230. ↑  Carpini (2007), p. 71.
231. ↑  Carpini (2007), pp. 71-72.
232. ↑  (EN) Albinas Kunevičius, Lithuanian Prehistory (The first sedentary people of Lithuania), in Zigmantas Kiaupa, Jūratė Kiaupienė e Albinas Kunevičius, The History of Lithuania Before 1795, Vilnius, Istituto di Storia Lituana, 2000,  p. 28, ISBN 978-9986-810-13-1.
233. 1 2  Frost, p. 21.
234. ↑  Stone, p. 15.
235. ↑  Christiansen, pp. 197-198.
236. 1 2 3  Urban (1989), p. 191.
237. ↑  Bonda, pp. 39, 76.
238. ↑  Christiansen, p. 204.
239. ↑  Murray (2017), pp. 253-254.
240. ↑   Hubert Houben, L'Ordine teutonico nel Mediterraneo, M. Congedo, 2004,  p. 130, ISBN 978-88-80-86544-5.
241. ↑  Christiansen, p. 207.
242. ↑  Murray (2017), p. 43.
243. ↑  Urban (2006), pp. 326-327.
244. ↑  Christiansen, p. 197.
245. 1 2  Bonda, p. 43.
246. 1 2 3 4  Urban (2006), pp. 381-382.
247. ↑  (EN) Constantine Rudyard Jurgėla, History of the Lithuanian Nation, Istituto culturale lituano, 1948,  p. 60. URL consultato il 19 gennaio 2022 (archiviato il 19 gennaio 2022).
248. 1 2  Urban (2018), p. 280.
249. ↑  Rowell, p. 229.
250. ↑  Carpini (2007), p. 78.
251. ↑  Carpini (2007), p. 79.
252. ↑  Bonda, p. 59.
253. ↑  Bonda, p. 81.
254. ↑   Irena Vaišvilaite, Chiese Lignee in Samogizia, Gangemi Editore spa, 2013,  p. 5, ISBN 978-88-49-29761-4. URL consultato il 12 giugno 2021 (archiviato il 19 gennaio 2022).
255. ↑  Bonda, p. 68.
256. 1 2 3 4  (EN) Rasa Mažeika, The Grand Duchy rejoins Europe: Post-Soviet developments in the historiography of pagan Lithuania, in Journal of Medieval History, vol. 21, n. 3, gennaio 1995,  pp. 289-303, DOI:10.1016/0304-4181(95)00766-9. URL consultato il 12 giugno 2021.